# 江州弁

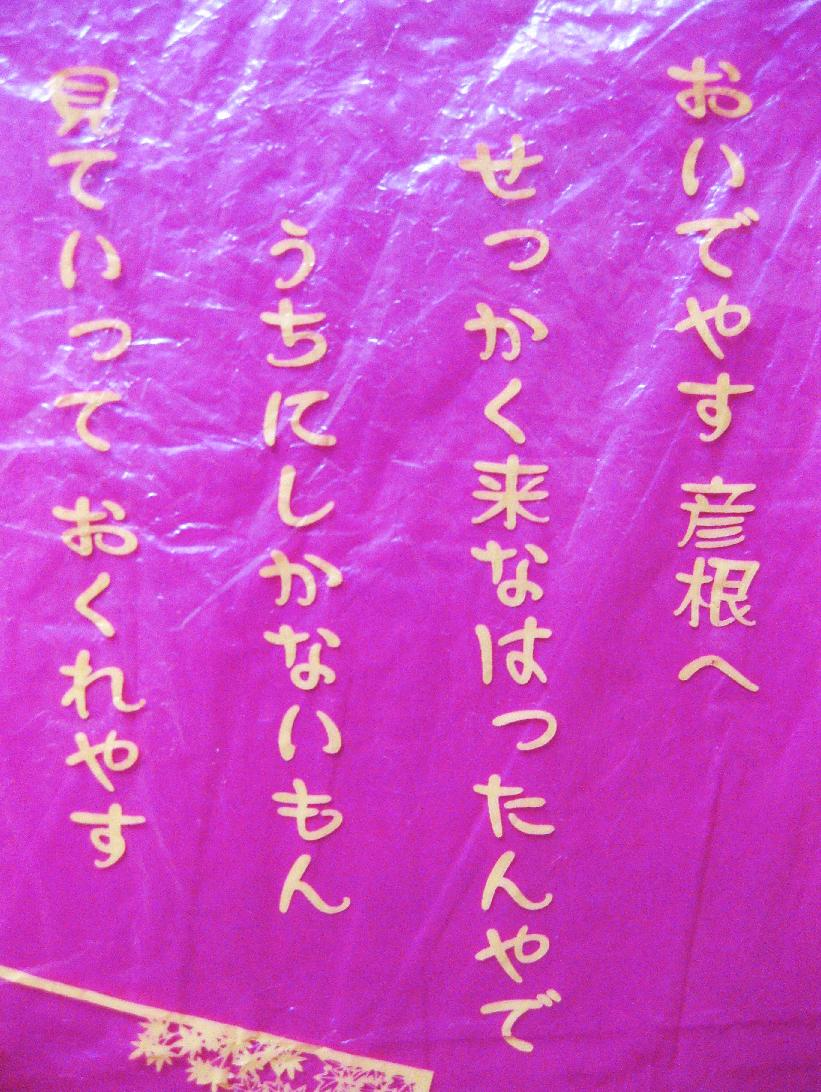
彦根市の土産物店の包装袋に見られる方言。京言葉に類似しているが、2行目の「やで（＝だから）」の用法が京都と異なる。

江州弁（ごうしゅうべん）は、滋賀県（旧近江国）で用いられる日本語の方言である。近江弁（おうみべん）、滋賀弁（しがべん）、近江ことば（おうみことば）などとも呼ばれる。方言学では滋賀県方言（しがけんほうげん）や滋賀方言（しがほうげん）というが、「滋賀方言」は「滋賀郡の方言」を指す場合もある。近畿方言（いわゆる関西弁）の一種であり、とりわけ京言葉と共通する要素が多いが、地域ごとの違いもあり、特に湖北地方の方言（湖北弁）は特殊である。

## 概要
滋賀県は上方の中心地である京都・大阪（以下、京阪と略す）と東海地方・北陸地方を結ぶ交通の要衝に位置し、街道の沿線を中心に、街道で結ばれる周辺地域の方言と共通するものが多い。特に京阪（とりわけ京都）とは文化的・人的交流が古くから盛んで、近世から戦前にかけては多くの県内出身者が京阪で商業活動を行い（近江商人）、湖西地方では娘や息子を京都へ女中奉公・丁稚奉公に出す習慣があった。そのため江州弁は京阪方言（京言葉・大阪弁）との共通性が高く、現在では京阪の通学通勤圏化に伴って一層の京阪方言化（関西共通語化）が都市部を中心に進んでいる。また、学校教育やメディア、交通機関の発達などによって、県民の多くは方言と共通語の二重生活を営んでおり、特に語彙面での共通語化が著しい。
司馬遼太郎が「近江はことばのいい土地で、とくに彦根の町方ことばは、京ことばに近い。彦根で、老婦人が立話をしているのを耳にして、音楽のように感じたことがある。」と書き記すなど好ましい方言と評されることもあるが、京言葉に比べて田舎風あるいは荒っぽい方言と評されることが多い。また大津市など都市部では、京都や大阪と大して変わらず、滋賀県特有の方言はないという意識もある。1996年にNHK放送文化研究所が行った県民意識調査では、滋賀県民には「自分達の方言にそれほど愛着はないが、恥ずかしいとも思わない」という傾向が見られ、千葉県・埼玉県・奈良県など大都市近郊の県民意識に近いものであった。以下、滋賀県民の方言意識の例を挙げる。
- 大津と京都の方言の違いを聞かれた大津の若い女性のコメント[5]
「大津は京都の田舍弁ですよ」
- 京都市内で働く滋賀県出身女性へのインタビュー[6]
―御郷里の言葉と京都のことばの違いは。
そうですね。京都のことばが滋賀の言葉よりやわらかいですね。滋賀県の方が汚い。
―どんなところですか。
急には思い出せませんけども、京都の人は、ソーエと言わはるところが、エは最後につけるでしょう。そういうところを滋賀県では言ウテハッタデなど、品が悪いのではと。
―語尾ですか。
ええ、語尾。
- 方言調査を受けた際の能登川町の高齢男性のコメント[7]
「キョートベンガ スコシ キタナク ナッタノガー ゴーシューベント ユーノカ。ハイ。ホーイニ イワレマス ネー⤵。」（京都弁が少し汚くなったのがあ江州弁というのか。はい。そのように言われますねえ。）
- NHKの番組『ふるさと日本のことば・滋賀県』での松居一代のコメント[8]
「滋賀のことばは、京ことばに似ていますが、単刀直入に話し、行動的でことばが荒くて強い感じを受けます。しかし、そこに思いやりがあり、温かみがあります。（後略）」
- NHKの番組『ふるさと日本のことば・滋賀県』での大津市民へのインタビュー[9]
サーファー「滋賀県に方言なんて、ありまへんで」
女子高校生「滋賀の方言なんて、ないな」
漁師の一人「ひどう、かわりまへんで」

## 方言区画

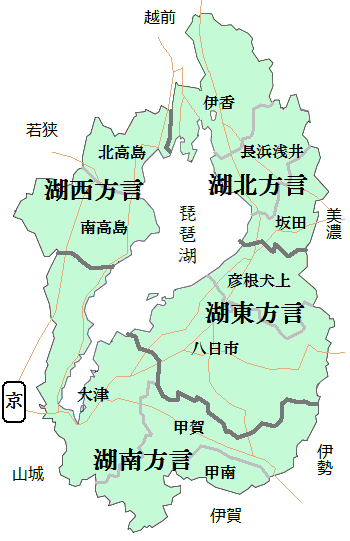
筧大城の区画に基づく滋賀県方言区画図。薄茶色の線は近世の主要街道。

滋賀県内は一般的に琵琶湖を挟んで以下の4地方に区分され、方言の区分も概ねそれに即したものが提唱されている。ただし、研究者によって呼称や範囲に揺れはあり、例えば筧大城は大津市の北端と高島郡全域を「湖西方言」としているが、2009年の琵琶湖博物館の方言調査の区分では大津市唐崎から高島市マキノ町百瀬川までを「県西部方言」としている。
- 湖東地方
  - 彦根市・犬上郡（多賀町・甲良町・豊郷町）・愛知郡（愛荘町）・東近江市・近江八幡市・蒲生郡（竜王町・日野町）
  - 昭和の大合併以前の市郡 - 彦根市・犬上郡・愛知郡・神崎郡・蒲生郡
- 湖西地方
  - 高島市・大津市北部（旧志賀町・葛川村など）
  - 昭和の大合併以前の市郡 - 高島郡・滋賀郡
- 湖南地方
  - 大津市南部・草津市・栗東市・守山市・野洲市・甲賀市・湖南市
  - 昭和の大合併以前の市郡 - 大津市・栗太郡・野洲郡・甲賀郡
- 湖北地方
  - 長浜市・米原市
  - 昭和の大合併以前の市郡 - 伊香郡・東浅井郡・長浜市・坂田郡

京都に隣接する湖南は必然的に京都方言色が濃く、湖西・湖東を北上するにつれてそれが薄れ、京都から最も離れた湖北は音声・語法ともに独特の方言圏を形成している。湖北方言圏の特色の一部は、湖西の高島市や湖東の彦根市・犬上郡にも及んでいる。湖東・湖北にかけて、近江最大の雄藩彦根藩の城下町であった彦根を中心とする方言圏も見られ、助詞「ほん」「なーし」「とさいが」などの使用がその典型とされる。湖南のうち、三重県と接する甲賀地方（甲賀市・湖南市）は、伊賀弁との共通点が見られるなど、他の湖南とは一線を画している（特に旧甲南町と甲賀町）。また、湖東と湖北（特に彦根市・犬上郡から長浜市南部）では美濃弁、湖西（特に旧今津町）では若狭弁との共通点が見られる。
以下、音声や表現・語彙などの大まかな使用地域の説明では湖東・湖西・湖南・湖北・甲賀の5区分で記述する（湖南市や旧湖北町など地方名と自治体名が同じものがあるが、自治体名に「市」「町」を明記することで区別する）。「旧○○郡」は昭和の大合併以前の各郡を指すこととする。
なお、方言区画とは別に、交通事情が悪かった山村集落などでは古い表現や特殊な表現が残っている（言語島）。その例として筧は、伊吹谷（特に甲津原）、梓河内（以上米原市）、武奈、男鬼（以上彦根市）、大君ヶ畑、保月（以上多賀町）、君ヶ畑、甲津畑（以上東近江市旧永源寺町）、葛川（大津市）、雲洞谷、針畑（以上高島市旧朽木村）、沖島（近江八幡市）を挙げている。
| 井之口有一による区画（1951年）  | 井之口有一による区画（1951年） | 井之口有一による区画（1951年）    | 奥村三雄による区画（1964年） | 奥村三雄による区画（1964年） | 奥村三雄による区画（1964年） | 筧大城による区画（1982年） | 筧大城による区画（1982年） | 筧大城による区画（1982年） | 琵琶湖博物館方言調査 での区画（2009年） |
| A                               | B                              | C                                 | 奥村三雄による区画（1964年） | 奥村三雄による区画（1964年） | 奥村三雄による区画（1964年） | 筧大城による区画（1982年） | 筧大城による区画（1982年） | 筧大城による区画（1982年） | 琵琶湖博物館方言調査 での区画（2009年） |
| ------------------------------- | ------------------------------ | --------------------------------- | ---------------------------- | ---------------------------- | ---------------------------- | -------------------------- | -------------------------- | -------------------------- | --------------------------------------- |
| 湖北の特異方言圏                | 湖北・高島方言圏               | 湖東・湖北方言圏 （彦根藩領語圏） | 湖北式                       | 伊香式                       | 伊香式                       | 特異な湖北方言             | 特異な湖北方言             | 伊香方言                   | 県北部                                  |
| 湖北の特異方言圏                | 湖北・高島方言圏               | 湖東・湖北方言圏 （彦根藩領語圏） | 湖北式                       | そ の 他                     | 長浜式                       | 特異な湖北方言             | 特異な湖北方言             | 長浜浅井方言               | 県北部                                  |
| 湖北の特異方言圏                | 湖北・高島方言圏               | 湖東・湖北方言圏 （彦根藩領語圏） | 湖北式                       | そ の 他                     | 坂田式                       | 特異な湖北方言             | 特異な湖北方言             | 坂田方言                   | 県北部                                  |
| 湖南・湖西・湖東の 京都的方言圏 | 湖東・湖南・滋賀方言圏         | 湖東・湖北方言圏 （彦根藩領語圏） | 近江式                       | 彦根式                       | 彦根式                       | 京 都 的                   | 湖東方言                   | 彦根犬上方言               | 県東部                                  |
| 湖南・湖西・湖東の 京都的方言圏 | 湖東・湖南・滋賀方言圏         | 湖東・湖北方言圏 （彦根藩領語圏） | 近江式                       | 彦根式                       | 彦根式                       | 京 都 的                   | 湖東方言                   | 八日市方言                 | 県東部                                  |
| 湖南・湖西・湖東の 京都的方言圏 | 湖東・湖南・滋賀方言圏         | 湖南・湖西方言圏                  | 近江式                       | そ の 他                     | 草津式                       | 京 都 的                   | 湖南方言                   | 甲賀方言                   | 県南東部                                |
| 湖南・湖西・湖東の 京都的方言圏 | 湖東・湖南・滋賀方言圏         | 湖南・湖西方言圏                  | 近江式                       | そ の 他                     | 草津式                       | 京 都 的                   | 湖南方言                   | 異質な甲南方言             | 県南東部                                |
| 湖南・湖西・湖東の 京都的方言圏 | 湖東・湖南・滋賀方言圏         | 湖南・湖西方言圏                  | 近江式                       | そ の 他                     | 草津式                       | 京 都 的                   | 湖南方言                   | 大津方言                   | 県南部                                  |
| 湖南・湖西・湖東の 京都的方言圏 | 湖北・高島方言圏               | 湖南・湖西方言圏                  | 近江式                       | そ の 他                     | 高島式                       | 京 都 的                   | 湖西方言                   | 南高島方言                 | 県西部                                  |
| 湖南・湖西・湖東の 京都的方言圏 | 湖北・高島方言圏               | 湖南・湖西方言圏                  | 近江式                       | そ の 他                     | 高島式                       | 京 都 的                   | 湖西方言                   | 北高島方言                 | 県西部                                  |

## 音声
江州弁の音声は他の近畿方言とほとんど変わらない。母音をはっきりと発音し、1拍語の長音化（例：蚊→かー）、特定の表現での長音節の短音化（例：早う行こうか→はよいこか）が盛んである。「ぬくとい←→のくとい」「少ない←→すけない」「みみず←→めめず」など特定の語彙で母音交替が起こるが、規則的な音声現象ではない。子音は母音に比べて軽く発音し、様々な交替が起こりやすい。ガ行の鼻濁音は湖西と甲賀を除く県内の広い地域で発音されるが、鼻濁音に対する規範意識はなく（むしろ嫌う向きすらある）、全県的に衰退しつつある。
江州弁で起こる子音交替には、マ行とバ行（例：寒い→さぶい、灯す→とぼす、冷たい→つべたい・ちべたい・ちびたい）、サ行とハ行（例：すみません→すんまへん、質→ひち、人→しと）、ダ行とザ行とラ行（例：行くぞ→行くど、イサザ→イサダ、来年→だいねん）、ワ行・撥音とガ行（例：苗代→なガしろ、棺桶→かゴけ）などがある。サ行とハ行の交替は指示語の語頭「そ」で顕著である（#指示語参照）。ダ行・ザ行・ラ行の交替頻度は地区ごとの違いが大きく、大津市下田上などで顕著である。
近畿方言では一般に連母音変化は稀であり、滋賀県内でも多くの地域では「さかい／はかい→さけ／はけ」や「教える→おせる」など特定の語彙でしか起こらないが、湖北を中心とする地域では、アイ・オイのイが奥寄りのエ（中舌母音）に転ずることがある（例：赤い→あかェ、白い→しろェ、来い→こおェ）。特殊な連母音融合を持つ濃尾方言との中間的な現象といえる。東京ほどではないが、湖東から湖北にかけて、無声子音に続く文節末のウが無声化する傾向があり、これも近畿方言では珍しい音声現象である。
東京方言や京阪方言で廃れた古い発音が、江州弁の一部に残っていることがある。県内各地でシェ・ジェが残り、特に湖南・湖西に多い（例：しぇんしぇー＝先生、じぇじぇ＝膳所）。草津市常盤ではティ・トゥ・ディ・ドゥが確認されている（例：てぃから＝力、みどぅ＝水）。1905年の『音韻調査報告書』では高島郡に合拗音クヮがあると報告されているが、現在ではほとんど認められないとされる。
湖東から湖北にかけて、格助詞「を」をウォで発音することがあり、ウ・イに続く「お」がウォに転ずることもある（例：塩→しうぉ、縫おう→ぬうぉ）。旧蒲生郡と旧坂田郡ではウに続くエがウェとなることがある（例：杖→つうぇ、植木→ううぇき）。
- その他
  - ワ行音に続く語頭のイがユとなることがある。「鰯→ユわし」「言わん→ユわん」「岩→ユわ」など。
  - 湖東から湖北にかけて、ツァ・ツォが促音とともに現れることがある。「御馳走→ごッツォ」「お父さん→おとッツァん」「鰹→かッツォ」など。
  - 特定の語彙で口蓋化・有声化・無声化が起こることがある。「さぼてん→シャぼてん」「草履→ジョうり」「洗濯→せんダく」「とかげ→とかケ」など。
  - 湖北から湖東にかけての一部で、ダ行音が無声化することがある。「仏壇→ぶっタん」「鉄道→てっト」「2時間→にチかん」など。
  - 濁音・鼻音の前で撥音が添加されることがある。「ごぼう→ごンぼ」「鳶→とンび」「昨日→きンのー／きンにょ」など。
  - 語中や語尾で撥音化や撥音の省略が起こることがある。「小刀→こがたン」「幽霊→ゆーれン」「甲良町在士→ざンじ」など。
  - 清音だけでなく、濁音の前でも促音が添加されることがある（特に湖南）。「手伝う→てッたう」「鍛冶屋→かッじゃ」「有るぞ→あッど」など。
  - 北陸方言に特徴的な間投イントネーションが湖北・湖西の一部でも聞かれる。

### アクセント
京阪式アクセントが広く分布するが、湖北には京阪式の変種アクセントが複雑に分布する。概ね長浜市には垂井式アクセント、米原市には曖昧アクセントが分布するが、旧伊香郡および旧東浅井郡北部を中心に京阪式も点在する。米原市の曖昧アクセントは「同じ個人に同じ單語を何回かくりかえして発音してもらっても型が一定しないし、その方言に属する個人間においても、同じ單語について型が一定しない」とされる。
湖北以外は京阪式が分布するとされるが、能登川町北部（旧栗見村、現東近江市）に垂井式に似たアクセントが孤立的に存在するとの報告が1990年に出ている。ただ、当時すでに京阪式への同化が著しく、特徴を留める高齢の話者でも会話相手や場面に応じて京阪式に近いアクセントを併用していたという。
なお、京阪式のなかでも世代差や個人差があり、語によっては京都や大阪で一般的なアクセントとは異なる場合がある。例えば1990年に湖東地方の3地点で60代以上の話者に行われた調査では、以下の語で「○○○」という発音が観察されたという（現代の京阪神で一般的な発音は「○○○」）。
- 近江八幡市沖島の話者 - いごく（動く）
- 彦根市河原・能登川町垣見の話者（話者によっては一部のみ） - （金が）かかる、（これに）限る、（目に）余る、（強い依頼口調で）頼む、（あれだけ働いたら金が）残る、（お前が言うことは良う）わかる、（わしはそう）思う、（そんなことされたら）困る

下表は滋賀県内の名詞・動詞・形容詞のアクセントの比較で、栗見新田のデータは1990年に服部匡が報告したもの（調査対象は1911年生まれの話者）、その他のデータは1951年に生田早苗が報告したもの（調査対象は主に若年層）に基づく（服部と生田で調査語彙や調査対象世代に差異があることに留意されたい）。以下、アクセントの表記に関しては、アクセントの高い部分に上線を付すこととする。表中の「○類」については類 (アクセント)を参照。
|           |                                                         | 京阪式                                             | 栗見新田 | 大浦                                               | 木之本                                             | 長浜                                               | 醒井（上丹生）                                      | 榑ヶ畑                                       | 梓河内                                              | 柏原                                         |
| --------- | ------------------------------------------------------- | -------------------------------------------------- | --- | -------------------------------------------------- | -------------------------------------------------- | -------------------------------------------------- | --------------------------------------------------- | -------------------------------------------- | --------------------------------------------------- | -------------------------------------------- |
| 1拍名詞   | 柄・蚊・子など（1類）                                   | えぇ（が）                                         | えぇ（が） | えぇ（が）                                         | えぇ（が）                                         | えぇ（が）                                         | えぇ（が）                                          | えぇ（が）                                   | えぇ（が）                                          | えぇ（が）                                   |
| 1拍名詞   | 毛・名・葉など（2類）                                   | けぇ（が）                                         | けぇ（が） | けぇ（が）                                         | けぇ（が）                                         | けぇ（が）                                         | けぇ、けぇが                                        | けぇ（が）                                   | けぇ（が）                                          | けぇ（が）                                   |
| 1拍名詞   | 絵・木・手など（3類）                                   | えぇ、えぇが                                       | けぇ（が） | えぇ（が）                                         | えぇ（が）                                         | えぇ（が）                                         | けぇ、けぇが                                        | えぇ、えが                                   | けぇ（が）                                          | えぇ（が）                                   |
| 2拍名詞   | 飴・牛・鼻など（1類）                                   | あめ（が） ※木之本では「砂」は「すな（が）」       | あめ（が） ※木之本では「砂」は「すな（が）」 | あめ（が） ※木之本では「砂」は「すな（が）」       | あめ（が） ※木之本では「砂」は「すな（が）」       | あめ（が） ※木之本では「砂」は「すな（が）」       | あめ（が） ※木之本では「砂」は「すな（が）」        | あめ（が） ※木之本では「砂」は「すな（が）」 | あめ（が） ※木之本では「砂」は「すな（が）」        | あめ（が） ※木之本では「砂」は「すな（が）」 |
| 2拍名詞   | 石・橋・花（2類） 足・池・犬など（3類）                 | いし（が） ※木之本では「池」は「いけぇ」「いけが」 | いし（が） ※木之本では「池」は「いけぇ」「いけが」 | いし（が） ※木之本では「池」は「いけぇ」「いけが」 | いし（が） ※木之本では「池」は「いけぇ」「いけが」 | いし（が） ※木之本では「池」は「いけぇ」「いけが」 | いしぃ、いしが                                      | いし、いしが ※「池」は「いけぇ」とも発音     | いし（が）                                          | いし（が）                                   |
| 2拍名詞   | 跡・糸・箸など（4類）                                   | あと、あとが                                       | あと（が） | あと（が）                                         | あと（が）                                         | あと（が） ※「空」「夜」は「○○（が）」             | いしぃ、いしが                                      | あと、あとが ※「夜」は「よるぅ」「よるが」   | あと、あとが                                        | あと（が） ※「夜」は「よる」「よるが」       |
| 2拍名詞   | 赤・雨・春など（5類）                                   | あかぁ、あかが                                     | あと（が） | あか、あかが                                       | あかぁ、あかが                                     | あか（が） ※「露」は「つゆ（が）」                 | いしぃ、いしが                                      | あかぁ、あかが                               | あと、あとが                                        | あか、あかが                                 |
| 2拍動詞   | 置く・鳴る・振るなど（1類）                             | ○○                                                 | ○○ | ○○                                                 | ○○                                                 | ○○                                                 | ○○                                                  | ○○                                           | ○○                                                  | ○○                                           |
| 2拍動詞   | 書く・成る・降るなど（2類）                             | ○                                                  | ○ ※「居る」は「おーる」と3拍で発音 | ○○                                                 | ○○                                                 | ○○                                                 | ○○ぅ                                                | ○                                            | ○                                                   | ○○                                           |
| 2拍動詞   | 居（お）る（3類）                                       | ○                                                  | ○ ※「居る」は「おーる」と3拍で発音 | ○                                                  | ○                                                  | ○○                                                 | ○○ぅ                                                | ○                                            | ○                                                   | ○                                            |
| 3拍動詞   | 開ける・上げる・当てるなど（一段1類）                   | ○○○                                                | ○○○ | ○○○                                                | ○○○                                                | ○○○                                                | ○○○                                                 | ○○○                                          | ○○○                                                 | ○○○                                          |
| 3拍動詞   | 受ける・起きる・落ちるなど（一段2類）                   | ○○○                                                | ○○○ | ○○○                                                | ○○○                                                | ○○○                                                | ○ ※「晴れる」は「○○○」                              | ○ ※「晴れる」は「○○○」                       | ○○○                                                 | ○○○ ※「晴れる」は「○○○」                     |
| 3拍動詞   | 上がる・当たる・歌うなど（五段1類）                     | ○○○                                                | ○○○ | ○○○                                                | ○○○                                                | ○○○                                                | ○○○                                                 | ○○○                                          | ○○○                                                 | ○○○                                          |
| 3拍動詞   | 余る・動く・思うなど（五段2類）                         | ○○○                                                | ○○○ | ○○○                                                | ○○○                                                | ○○○                                                | ○                                                   | ○                                            | ○○○                                                 | ○○○                                          |
| 3拍動詞   | 遊ぶ・歩く・隠す・入る（五段3類）                       | ○○○                                                | 「歩く」は「○○○」 「隠す」「入る」「参る」は「○○○」 ※「遊ぶ」のデータはないが、「遊んだ」は「あすんだ」                                                                  | ○○○                                                | ○○○                                                | ○○○                                                | 「遊ぶ」「歩く」は「○○○」 「隠す」「入る」は「○○○」 | 「歩く」は「○○○」 その他は「○○○」            | 「遊ぶ」「歩く」は「○○○」 「隠す」「入る」は「○○○」 | ○○○                                          |
| 4拍動詞   | 生まれる・重ねる・並べるなど（1類）                     | ○○○○                                               | 以下の3形式が確認されている。 ・○○○○（集める・会わせる・抑える・覚える・数える・預ける・喜ぶ） ・○○○○（抱える・隠れる・捧げる・捉える・破れる・答える） ・○○○○（支える） | ○○○○                                               | ○○○○                                               | ○○○○                                               | ○○○○                                                | ○○○○                                         | ○○○○                                                | ○○○○                                         |
| 4拍動詞   | 集める・調べる・倒れるなど（2類）                       | ○○○○                                               | 以下の3形式が確認されている。 ・○○○○（集める・会わせる・抑える・覚える・数える・預ける・喜ぶ） ・○○○○（抱える・隠れる・捧げる・捉える・破れる・答える） ・○○○○（支える） | 「集める」「調べる」は「○○○○」 その他は「○○○○」    | ○○○○                                               | ○○○○                                               | ○○○○                                                | ○○○○                                         | ○○                                                  | ○○○○                                         |
| 4拍動詞   | 答える（3類）                                           | ○○○○                                               | 以下の3形式が確認されている。 ・○○○○（集める・会わせる・抑える・覚える・数える・預ける・喜ぶ） ・○○○○（抱える・隠れる・捧げる・捉える・破れる・答える） ・○○○○（支える） | ○○○○                                               | ○○○○                                               | ○○○○                                               | ○○○○                                                | ○○○○                                         | ○○                                                  | ○○○○                                         |
| 2拍形容詞 | 良い・無い                                              | ○                                                  | ○ | ○○                                                 | ○○                                                 | ○○                                                 | ○                                                   | ○                                            | ○                                                   | ○○                                           |
| 3拍形容詞 | 赤い・厚い・甘いなど（1類） 暑い・辛い・白いなど（2類） | ○○○                                                | ○ ※「遠い」「多い」は「○○○」 | ○○○                                                | ○○○                                                | ○○○                                                | ○                                                   | ○                                            | ○○○                                                 | ○○○                                          |
| 4拍形容詞 | 危ない・少ない・怪しい・詳しい                          | ○○                                                 | ○○○○ ※調査語彙は「優しい」「大きい」の2語 | ○○                                                 | ○○                                                 | ○○                                                 | ○○○                                                 | ○○○                                          | ○○                                                  | ○○                                           |

## 表現
特定の助動詞や助詞以外は全県で共通するものが多い。

### 活用など
用言の活用などは概ね京言葉と同じである。仮定形は「読んだら」「赤かったら」のような「連用+たら」で表すことが多い（形容詞に関しては、湖北では仮定形も一定の勢力を保つ）。形容詞の未然形も、推量は「赤いやろ」のような「終止+やろ」で表すことが多い。
- 動詞

特殊活用は「おます」「おす」「わす」の3語（「#待遇」も参照）。「借る」「足る」「染む」などは五段活用の形を比較的保っている。また「蹴る」の下一段活用が「けます」「け合う」など限られた用法で残っており、旧朽木村など一部地域の高齢層では「死ぬる」のようなナ変活用も残る。
「言うた」「買うて」のようなア・ワ行五段動詞の連用形ウ音便は江州弁でも盛んである。3音節語では「思うた→おもた」「笑うて→わろて」のように音便を短音化することが多い。
一部の高齢層では、中世・近世に盛んだった「落といた」「貸いてくれ」のようなサ行五段動詞の連用形イ音便を現在も用いる。また、湖東から湖南にかけて、サ行五段動詞の連用形が「落とイサ」「貸イセくれ」と特殊な音変化を起こすことがある。同様の音変化は「明日→あイサ」「あの人→あのシと→あのイソ」のように特定の語彙でも起こる。近畿地方の限られた地域にのみ点在する、全国的にも珍しい音変化である。
|        |        | 未然                 | 未然（意志）             | 連用      | 連用音便 | 終止・連体 | 仮定         | 命令       |
| ------ | ------ | -------------------- | ------------------------ | --------- | -------- | ---------- | ------------ | ---------- |
| 五段   | 読む   | よま-ん              | よも-（ー）              | よみ-ます | よん-だ  | よむ       | よみゃ（ー） | よめ       |
| 上一段 | 見る   | み-ん                | み-よ（ー）              | み-ます   |          | みる       | みりゃ（ー） | みよ、みい |
| 下一段 | 寝る   | ね-ん                | ね-よ（ー）              | ね-ます   |          | ねる       | ねりゃ（ー） | ねよ、ねえ |
| カ変   | 来る   | こ-ん                | こ-（ー）、こ-よ（ー）   | き-ます   |          | くる       | くりゃ（ー） | こい       |
| サ変   | する   | せ-ん、さ-す         | しょ-（ー）、し-よ（ー） | し-ます   |          | する       | すりゃ（ー） | せよ、せー |
| 特殊   | おます | おませ-ん、おまへ-ん |                          | おまし-た |          | おます     | おましゃ※    |            |
| 特殊   | おす   | おせ-ん、おへ-ん     |                          | おし-た   |          | おす       | おしゃ※      |            |
| 特殊   | わす   | わせ-ん              |                          | わし-た   |          | わす       | わしゃ※      |            |

※は稀な用法。
- 形容詞

特殊活用は「無い」「良い」「憂い」の3語。京都と同様、連用形でウ音便があり、詠嘆には「あー、こわー」「あっつー！」のような語幹用法と「さっむい寒い」「さっむ寒い」のような畳語を多用する。「さびしない／さぶしない（淋しい）」「いとしげない（愛おしい）」のような一見否定形に思える形容詞がいくつかあるが、これは「せわしない」などの「ない」に類するものである。
|      |        | 未然            | 連用促音便  | 連用ウ音便                   | 終止・連体 | 仮定                       |
| ---- | ------ | --------------- | ----------- | ---------------------------- | ---------- | -------------------------- |
| 通常 | 赤い   | あかかろ-（ー） | あかかっ-た | あこ（ー）-て                | あかい     | あかけりゃ（ー）、あかけら |
| 通常 | 欲しい | ほしかろ-（ー） | ほしかっ-た | ほしゅ（ー）て、ほし（ー）て | ほしい     | ほしけりゃ（ー）、ほしけら |
| 特殊 | 無い   | なかろ-（ー）   | なかっ-た   | のー-て                      | ない       | なけりゃ（ー）、なけら     |
| 特殊 | 良い   | よかろ-（ー）   | よかっ-た   | よー-て                      | よい、ええ | よけりゃ（ー）、よけら     |
| 特殊 | 憂い   | うーかろ-（ー） | うーかっ-た | うー-て                      | うい       | うーけりゃ（ー）、うーけら |

- 形容動詞

終止形の「だ」が「や／じゃ」に換わるほか、「いつも達者な（＝達者だなあ）」のような軽い詠嘆を表す連体終止法がある。「静かやのに」と「静かなのに」の併用など、終止形と連体形の使い分けが不明確な場合がある。
|        | 未然（推量）      | 連用                | 連用音便      | 終止     | 連体     | 仮定       |
| ------ | ----------------- | ------------------- | ------------- | -------- | -------- | ---------- |
| 静かや | しずかやろ-（ー） | しずか-で しずか-に | しずかやっ-た | しずかや | しずかな | しずかなら |

### 存在動詞
存在動詞としては、非生物には「ある」、生物には「いる」と「おる」を併用する。西日本で「いる」を常用するのは、福井県嶺北・京都府南部・大阪府などとともに珍しい例である。「いる」と「おる」には待遇表現的な使い分けがある。「いる」は中立的な表現であり、人物に対しては通常こちらを多用する。対して「おる」は見下げた表現であり、動物や目下の人物に対して多用する。同輩以上の人物に「おる」を用いる場合、心安い間柄でないかぎり、軽蔑的・批判的なニュアンスが伴う。ただし、「おります」の形で話し手・身内に対して用いると謙譲を表し、また共通語として「おられる」を尊敬語に用いる。

### アスペクト
西日本各地に「花が散りよる（＝今、花が散っている）」と「花が散っとる（＝花が散ってしまっている）」のように「-よる」と「-とる」によって進行・継続態と結果態を区別する方言がある。滋賀県内でも米原市醒井など一部の集落で区別することが報告されているが、その他の大半では共通語や京阪方言と同じく区別しない。
多くの地域で、存在動詞に「て」を添えた形で進行・継続・結果を表す。「-てある→-た（ー）る」「-ている→-てる」「-ておる→-と（ー）る」とする。共通語では「-てある」は他動詞にしか用いないが、江州弁の「-た（ー）る」は自動詞にも用いる（例：あの場所には昔、蔵が建ったーった）。「-たる」は「-てやる」の縮約形と同形だが、アクセントによる区別があり、例えば「置いたる」の場合、「置いたる」と発音すると「置いてやる」、「置いたる」と発音すると「置いてある」を表す。「-てる」と「-と（お）る」の使い分けは「いる」と「おる」の使い分けに準ずる。

### 待遇

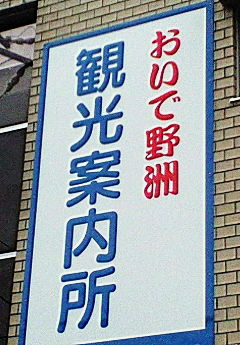
地名と「おいでやす」をかけたコピー。野洲駅前にて。

補助動詞・助動詞を中心とする待遇表現体系が発達しており、日常的に、話し手と話中の第三者（素材待遇、第三者待遇）または話し手と聞き手（対者待遇、聞き手待遇）の上下・親疎関係によって複数の表現を使い分ける。一般に近畿方言の待遇表現は第三者待遇に偏重しているが、江州弁は特に顕著であり、その特質は若年層にもよく保持されている。また待遇表現の使用には地域差や世代差があり、どの表現を多用するかが話者の大まかな出身地・年齢層の指標となる。
以下、敬意を込めて用いる待遇表現を尊敬語、聞き手への敬意を込めて用いるものを丁寧語、親しみや可愛がる気持ちを込めて用いるものを親愛語、見下げる気持ちを込めて用いるものを軽侮語とする。親愛語は共通語にはない概念であり、適切な共通語訳が存在しない。

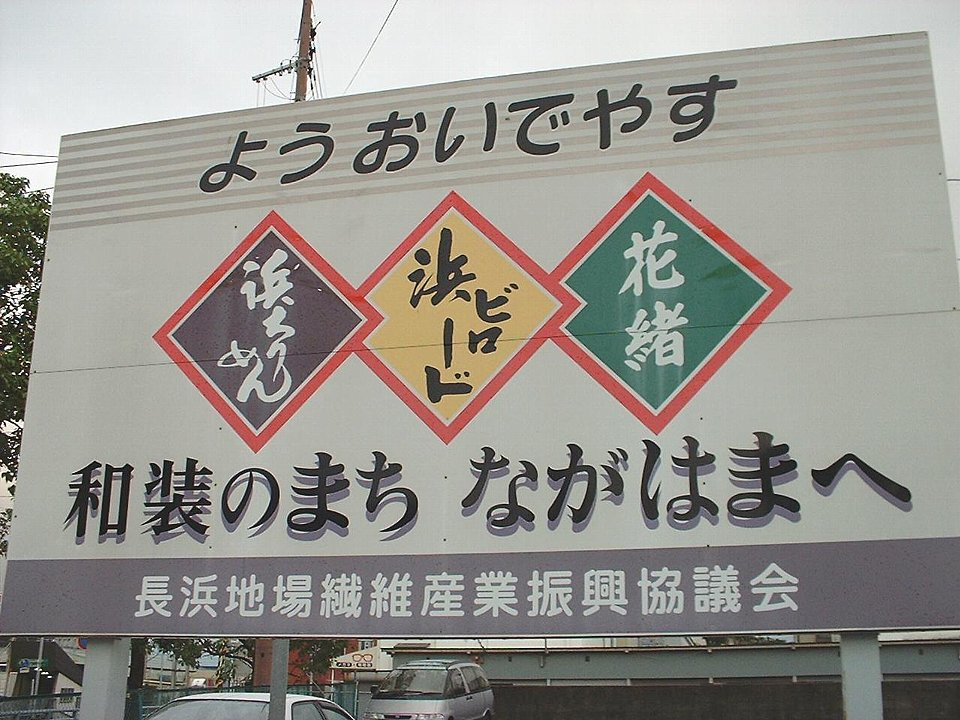
長浜駅前にて。

- お（連用+）やす長浜駅前にて。地名と「おいでやす」をかけたコピー。野洲駅前にて。

最も上品で敬意の高い尊敬語。湖東・湖北では語頭の「お」を省略することがある。旧今津町では「読みやすか→読めすけ」のような変形もある。全県で丁寧な命令表現や挨拶語に多用され、働いている人には「おきばりやす」、他家を訪れた際には「ごめんやす」、それに対して「おいでやす」、夕暮れ時に帰り仕度をする人には「おしまいやす」、仕事を終え家路につく人や床につく人には「おやすみやす」、というように「-やす」は滋賀県の言語文化に欠かせない言葉であった。「読んでやす」のように補助動詞としても用いる（「-ていやす」の略）。
- ござる

「いる」「来る」の尊敬語。現在では主に高齢層が古風な表現として用いる。「読んでござる」のように補助動詞としても用いる。
- わす、おます、おす

「わす」は「おわす」の転で、「来る」の尊敬語。下一段形「わせる」とも。「おます」と「おす」は「ある」の丁寧語で、共通語の「ございます」と同様、「よろしゅーおます／おす」のように形容詞を丁寧に言ったり、「ここでおます／おす」のように丁寧な断定を表したりする。「おます」は湖南・湖東、「おす」は湖北に多い。いずれも衰退しつつあり、特に「わす」は高齢層でもほとんど聞かれなくなっている。
- （連用+）ます

丁寧語。推量形は「-ますやろ／まっしゃろ」とし、意志形「-ましょ（ー）」は「-まひょ（ー）」となることがある。
- （連用+）なはる

「なさる」の転。命令形には「-なされ／なはい／ない」の3種類があり、「-ない」には柔らかで打ち解けたニュアンスがある。「読んでなはる」のように補助動詞としても用いる（「-ていなはる」の略）。
- （五段未然+）はる／（その他未然+）やはる

「読みなはる→読みゃはる→読まはる」の転。かつてはくだけた尊敬語とされていたが、「-なはる」や「-やす」が衰退した現在では最も一般的な尊敬語となっており、全地方の全世代で多用する。同輩以上への親愛語のように用いることもあり、特に大津市中心部では尊敬語・親愛語ともに「-はる／やはる」で済ませる傾向がある（京都的）。現在は五段以外も「未然+やはる」から「未然+はる」に移りつつあり（例：しやはる→しはる、来やはる→きはる、見やはる→見はる）、湖南の都市部では大阪のように「五段連用+はる」という形も聞かれる。「読んではる／やはる」のように補助動詞としても用い（「-ていやはる」の略）、湖南・湖西では京都のように「読んではる→読んだはる」とすることがある。
- （五段未然+）ーる／（その他未然+）やーる

湖北・湖東・甲賀では「-はる／やはる」を「-ーる／やーる」と変化させることがあり、湖東ではさらに「-る／やる」と短音化させることが多い。サ変は「しゃーる」や「さーる」、カ変は「きゃーる」、また「居る」は「やーる」になる。「読んでやーる」のように補助動詞としても用いる（「-ていやーる」の略）。
- （五段未然+）る／（その他未然+）らる

全県で農村部を中心に聞かれるが、特に湖南・湖西で用いるやや古風な尊敬語・親愛語。古語「-る／らる」が五段活用化したものとされる。湖北には下一段形もある。「読んでらる」のように補助動詞としても用いる（「-ていらる」の略）。
- （五段未然+）れる／（その他未然+）られる

農村部を中心に、共通語にはない特殊な用法がある。話し手にとって話中人物が親しい目上（父親や夫、年上の友人など）で、かつ話し手と聞き手の間に改まった感じがある場合において、「（夫は）さっきまで戻ってきられましたが、すぐまた余所へ行かれまして」のような身内敬語の用法があり、湖東・湖南の一部では「（学校の先生に対して）うちの子が学校で悪いことをしられましてすみまへん」のように自分の子供について話す際にも用いる。これらは話中人物への敬意というよりも、文中に改まった雰囲気の「-れる／られる」を交えることで聞き手への敬意を込めているのである。
- （五段未然+）っさる／（その他未然+）さっさる

全県に点在するが、特に伊賀に隣接する甲賀（とりわけ旧甲南町・甲賀町）で用いる尊敬語。「-っしゃる／さっしゃる」とも。もとは近世上方語で、共通語の「いらっしゃる」の「っしゃる」と同源である。
- みえる

米原市で「読んでみえる」のように補助動詞として用いる尊敬語。東海地方的な表現。
- （五段未然+）んす／（その他未然+）やんす 「きゃんす」をもじった商業施設（長浜市）

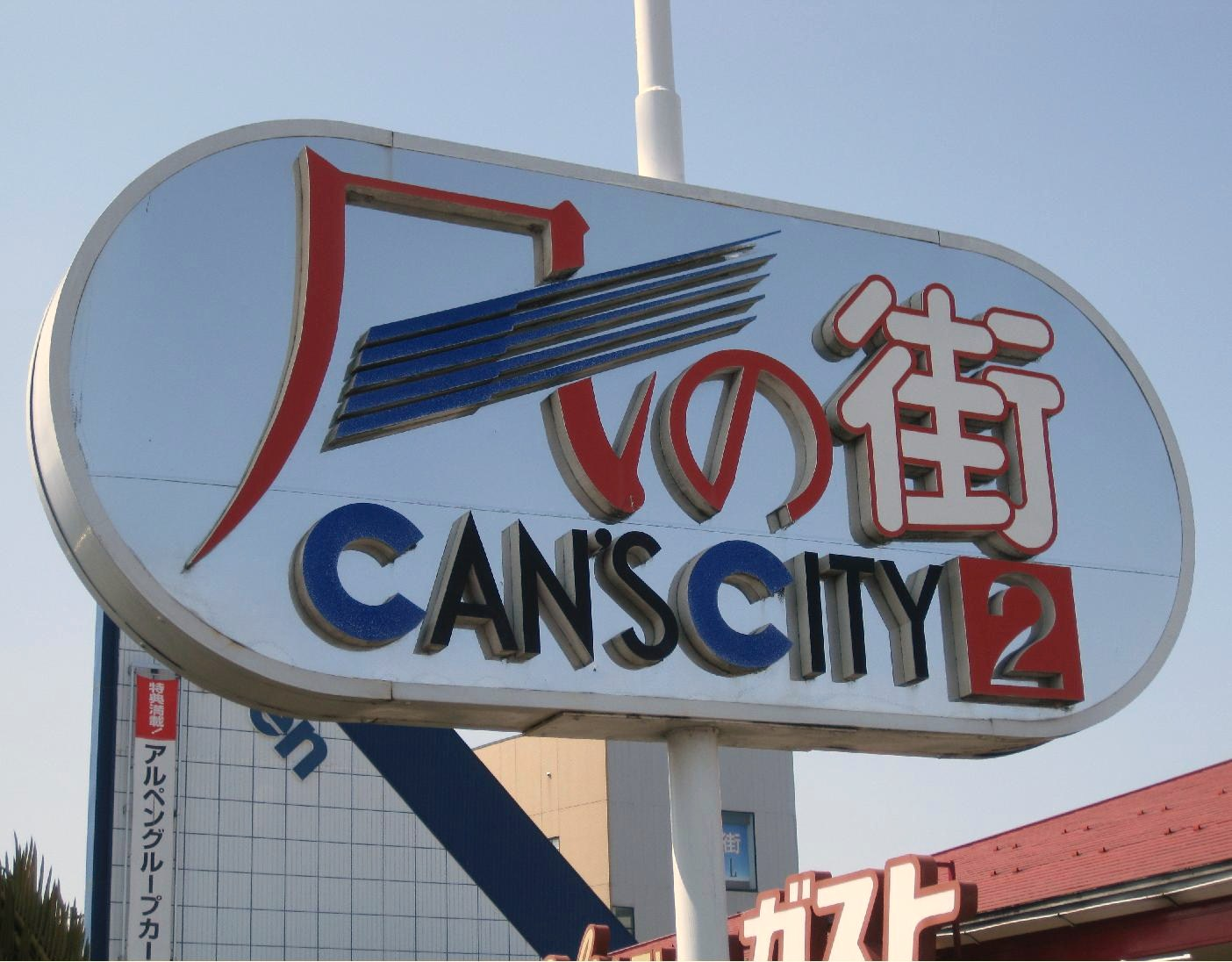
「きゃんす」をもじった商業施設（長浜市）

全県に点在するが、特に湖北と湖西で用いる同輩以下への親愛語。もとは近世上方の尊敬語で、現在も高齢層では軽い尊敬語として用いることがある。サ変は「しゃんす」や「さんす（やや田舎風）」、カ変は「きゃんす」や「こんす」や「ごんす（やや敬意が高く、田舎風）」、また「居る」は「やんす」となる。長浜市中心部などで「五段連用+やんす」、旧新旭町では「読まんす→読めんす」、旧朽木村では「しやんす→しえんす」とすることがある。「読んでやんす」のように補助動詞としても用い（「-ていやんす」の略）、湖西の一部では「読んでやんす→読んだんす」とすることがある。湖北弁の代表的な表現として知られ、公共物の名称などにもよく利用される。時代劇などで耳にする「あっしは○○でやんす」のような丁寧語としての用法はない。
- （連用+）やる

湖東や甲賀で用いる同輩以下への親愛語。「ある」の転で、元は近世上方の尊敬語。「-よ（ー）る」と対照的に、女性が多用する。中年層以上では、ア行・ワ行を除く五段動詞のあとでは「読みやる→読みゃる」と拗音化させることが多い。「-やある」の短音形「-やる」と同形になることがあるが、アクセントによる区別があり、例えば「見やる」の場合、「見やる」と発音すると親愛語「-やる」、「見やる」と発音すると尊敬語「-やる」となる。「読んでやる」のように補助動詞としても用いる（「-ていやる」の略）。
- （連用+）よ（ー）る

軽侮語。「おる」の転で、軽蔑の意は比較的軽く、男性層では親愛語や打ちくだけた語としても多用する。サ変は「しょーる」、カ変は「きょーる」、「居る」は「よーる」となることがあるほか、五段に接続する場合、「書きよる→書っきょる」「飛びよる→飛っびょる／飛んびょる」などと変形することがあり、湖北ではさらに「書っこる」「飛っぼる／飛んぼる」と直音化する。「読んでよ（ー）る」のように補助動詞としても用いる（「-ていよ（ー）る」の略）。
- （連用+）やがる、（連用+）くさる、（連用+）さらす

軽侮語。「読んでやがる」「読んでくさる」「読んでさらす」のように補助動詞としても用いる。また「さらす」は単独で「する」の軽侮語を表す。湖北などでは「-やがる」のさらに敵意ある表現として「-やあんぐ」がある。
- けつかる

「いる」の軽侮語。軽蔑・罵倒の意が極めて強く、日常ではあまり用いない。「読んでけつかる」のように補助動詞としても用いる。湖東では「けっこなる」とも。

### 断定
断定は「や」を用いる。かつては湖北や山間部の高齢層を中心に「じゃ」（永源寺などでは「ざ」とも）を用いたが、現在は「何するんじゃい！」のような粗野な物言いや「そのー、なんじゃー」のような会話のつなぎなど、限られた場面でしか用いない。丁寧な断定には京都と同じく「どす」を用いる（「-でおす」の転）が、共通語「です」に押され、現在ではほぼ高齢層に限られる。大阪弁の「だす」は滋賀県では通常用いない。

### 打消
全県で「未然+ん」と「五段未然+へん／その他未然+やへん」を用いる。「-へん／やへん」は「読みはせぬ→読みゃせん・読みゃへん→読ません／読まへん」と転じたもの。大阪的な「読めへん」の形は少ない（京都などと同じく、「読めへん」は「読めない」という意味になる）。地域・世代・個人によって古形の「-せん／やせん」（湖北に多い）、変形の「-しん／やしん」（旧蒲生郡に多い）や「-ひん／やひん」（県南部一帯に多い）を併用する（いずれも接続や用法は「-へん／やへん」と同じ）。現在では「-やへん」が衰退し、下記の形が一般的となりつつある。
- 上一段・・・連用（+長音）+ひん （例）起きやへん→起きひん、見やへん→見いひん、居やへん→居いひん
- 下一段・・・連用（+長音）+へん （例）食べやへん→食べへん、寝やへん→寝えへん、出やへん→出えへん
- サ変・・・しやへん→せえへん／しいひん
- カ変・・・きやへん→こおへん[注 6]／きいひん

「-ん」の過去形は「未然+なんだ」、「-へん／ひん」の過去形は「-へなんだ」「-へんだ／へんた」「-ひんだ／ひんた」とするが、現在は新方言の「-んかった」「-へんかった」「-ひんかった」が勢力を伸ばしている。丁寧形には「未然+まへん」と「（「-へん／やへん」の接続と同じ）+しまへん／やしまへん」がある。

### 命令・禁止
京都と同様、「せよ／せー」「読め」のような命令形とともに、「しー（な／や）」「読みー（な／や）」のような「連用+長音」の柔らかな命令表現を多用する（「連用+なさい」の転）。「読み（な／や）」のような短音形も用いる。「見ー」「起きー」など命令形と連用命令が同形になることがあるが、アクセントによって区別し、例えば「見ー」の場合、「みー」と発音した場合は命令形命令、「みー」と発音した場合は連用形命令となる。
中年層以上が用いる親しみを込めた命令表現として、湖南・湖東では「五段未然+い／その他未然+やい」、湖北では「命令形+いや」がある。前者は親愛語「-やる」の命令形から転じたものとされる（読みやれ→読みやい→読まい）。
（例）これ読まい（これを読みなさい）
（例）ゆっくりしやいな（ゆっくりしなさいな）
（例）これ読まさいね（読ませなさいね）
（例）あほなことせんとかい（阿呆なことをしないでおきなさい）
（例）これ読めいや（これを読みなよ）
（例）ゆっくりせよいや（ゆっくりしなよ）
禁止形には、サ変に古形「すな」が残るほか、五段以外では「見な（いや）」「寝な（いや）」「こな（いや）」「せな（いや）」のような「未然+な（いや）」とすることがある。また京都と同様、「連用+なさるな」から転じた「しない（な）」「読みない（な）」「しゃべってな」のような柔らかな「連用+ない（な）」「-て+ない（な）」もある。

### 授受
自分から相手へは「やる」「あげる」を用い、補助動詞として用いる場合は「-たる」「-たげる」と縮める。「-たる」は湖東や甲賀の一部では「-ちゃる」とも。相手から自分へは共通語と同じく「もらう」「くれる」で、「くれる」の丁寧語は「くださる／くだはる」と「おくれる」を用いる（「おくれる」の方がやや一般的）が、現在は「くれはる」（「くれる」+「はる」）に押されている。「くだはる」の命令形は「くだはい」で、くだけた表現には「くだい」や「くらい」がある。命令形のみであるが、「下しおかれよ」の転「くだしかれ」や「賜われ」の転「たも（れ）」が各地の高齢層で聞かれる。また湖北・湖東・湖南にかけて、「一緒に……してほしい」という意の「-て+かし（て）」があり、「行ってかして」「来てかし」のように用いる。

### 助詞
格助詞
京阪と同様、「が」「と」「へ」「を」などは省略することが多い。また多賀町保月では「あが家」のように所有格「が／がの」を用いる。
接続助詞
原因・理由には「さかい（に）」を多用し、大阪では死語となりつつある現在も、滋賀県では比較的勢力を保っている。「さけ（に）」「はかい（に）」「はけ（に）」などとも（「さけ（に）」は湖西、「はかい（に）」は湖北に多い傾向がある）。加えて湖北・湖東・甲賀では「で」を併用する。「で」は近世に多用された表現で、現代では滋賀県のほかに福井県・三重県・東海地方などで盛ん。大阪的な「よって（に）」、京都的な「し」を用いることもあり、特に「し」は湖南・湖東などで女性が終助詞的に余情を含ませて多用する。
逆接としては、共通語「ても」に当たる「かて」（「でさえ」の意で副助詞としても用いる）があるほか、「けれど」は「けど」や「けんど」と転ずる。「けど」と「けんど」は接続詞としても用いる。
湖東・湖北には東海地方と共通して「とさいが」がある（「と最後」または「と際には」の転か）。接続助詞「と」を強めたもので、「さいが」自体には特に意味はない。「とさい」や「とさぇが」「とさぇご」「とさいな／とさぇにゃ」などとも。
（例）そうするとさいが（そうするとだね）
（例）こう暑いとさいが、やる気が出んわいな（こう暑いとだね、やる気が出ないよ）
このほか、「ながら」に当たる「もって（以て）」、「がけに」「途中に」に当たる「しな／しま／し」、「なりと」の転「なっと」を多用する。
（例）しゃべりもって飯食うな（しゃべりながら飯を食うな）
（例）いきしなにでおた（行きがけに出会った）
（例）どうなっとせえ（どうにでも好きにしろ）
副助詞
「どこぞ」「誰ぞ」のような疑問詞を強める「ぞ」を全県的に用いる。また湖北・湖東・甲賀を中心に「くらい」を「当然……とも」、「くらいなら」を「……ようものなら」の意で用いる。また甲賀などでは係り結び「こそあれ」が「親ならこされ（＝親ならばこそ）」「それこされ（＝それだよそれ）」など、「こされ」の形で慣用的に残されている。
（例）そんなもん、誰かてできるくらい（そんなもの、誰でもできるとも）
（例）誰かてできるくらいなら、苦労せんわ（誰でもできようものなら、苦労しないよ）
終助詞
京阪と同様「ぜ／で」「ぞ／ど（主に男性）」「がな」「わ」「ねや／ねん／ね／にゃ」「やんか／やんけ（主に男性）／やん」「え（主に女性）」を多用するが、近江八幡市など県内各地で「ぞ」を「じょ」とすることがあり、また「がな」に相当する表現として「が」（全県的）や「がね」（湖北）、「がえ」（高島市）などがある。そのほか、特徴的な終助詞には次のものがある。
- ほん

柔らかな念押しや主張、意志の強調を表す。彦根を中心に、湖東から湖北・旧マキノ町にかけて用いる。副詞「本に」から転じたとされ、多賀町保月には「ほに」という形がある。ある程度の確証や自信が伴う表現であり、不確定・不確実な主張や意志には用いない。間投助詞「な」を後ろに付けることもある。
（例）えーほんえーほん（いいよいいよ、いいっていいって）
（例）明日は晴れるほん（明日はきっと晴れるよ）
（例）そろそろ行ってこほんな（そろそろ行ってくるとしよう）
- さ

西日本各地で疑問・（連用）命令・助詞などを強めるのに「いな」「いや」（エ音に続く場合は「えな」「えや」）を用いるが、湖南・甲賀・湖東などではそれに加えて「いさ」（エ音に続く場合は「えさ」）も用いる。「いな」「いや」に比べると女性的な響きがある。甲賀などでは三重県のように「さ」単独や「わさ」の形で強調の終助詞としても用いる。
（例）何いさー（何よ）
（例）読んでーさ（読んでよ）
（例）はよしーさー（早くしなさいってば）
（例）ええやんかいさ（いいじゃないのよ）
（例）行くわさ（行くよ）
- にー

相手に同意を求め、誘う表現。三重県と共通する表現であり、伊賀に隣接する甲賀で用いる。
（例）行こにー（行こうよ）
（例）どーしょーにー（どうしようかね）
- け

疑問・反語を表す。「か」に比べて粗野な表現で、主に湖北以外の男性が親しい間柄での会話で用いる。旧朽木村など湖西の一部では「こ」とも。「かい」または「かえ」の転。なお、反語表現において、「かい（な／や）」および「け」は終止形に接続する場合と未然形に接続する場合がある。
（例）あろかい（あるだろうか、いやないだろう）
（例）あこかい／あこか／あっかい／あっけ（あくだろうか、いやアカンだろう）
- 丁寧語+終助詞

「どす」「です」「ます」「おます」「おす」に特定の終助詞が続く場合、「どすえ→どっせ」「ですさかい→でっさかい」「ますな→まんな」「おますわ→おまっさ」のように促音化・撥音化することがある。大阪弁と違って疑問の終助詞「か」での促音化（例：さいですか→さいでっか）は起こりにくい。また大阪弁では「どないだす→どないだ」「これでおます→これでおま」のように「す」を脱落させることがあるが、江州弁では普通脱落させない。
間投助詞
京阪と同様「な（ー）」を多用し、現在は共通語の「ね（ー）」も一般的である。「のー」を用いることもあり（主に男性）、特に湖西で盛んである。旧野洲郡などでは「のー」を「にょー」とも言う。湖北では「な（ー）」や「ね（ー）」の前に撥音が添加されることがある。そのほか、特徴的な終助詞には次のものがある。
- よ（ー）

湖東・湖南・甲賀にかけて、農村部を中心に用いる表現。接続助詞（特に「で」と「し」）に盛んに付ける。体言などには東京の女性語のように直接付けることが多い。強めて「よい（な）」とも。
（例）あのよー、こないだ言うてた話やけんどよー（あのさー、このあいだ言っていた話だけどさー）
（例）ほやでよ／ほやしよ（だからさ）
（例）ほうよいな（そうだともさ）
- なーし

彦根藩の武家言葉「なあ申し」に由来するとされる上品で改まった表現。彦根を中心に旧野洲郡・湖東・湖北で用いる。湖北では短音化させて「なし」とも。現在は主に高齢女性が用いる。
（例）ほんでなーし（それでですねえ）
（例）すんまへんなーし（すみませんねえ）
- なーへ（ー）、なーえ

主に女性が同輩以下に用いるやや丁寧な表現。京都的な表現であり、湖南で用いる。短音化して「なへ」「なえ」とも。草津市では、「なーへ」よりも丁寧な表現として「なんた」も用いた（「なああんた」の転か）。「なーえ」は湖北でも用いるが、湖北では「え」は中舌音である。
（例）よう来たなーえ（よく来たねえ）
- かい

旧蒲生郡から甲賀にかけて用いる。「つい」の意で副詞にも用いる。
- その他

湖南と甲賀の「わえ（ー）」、大津市膳所の「へ」（女性的）、湖南市の「なーよ」、甲賀（旧甲南町・甲賀町除く）の「ねーな」など。いずれも共通語の「ね（ー）」に相当する。

### その他
- 使役は、五段活用形の「-す／さす」を用いる。カ変「こさす」を「きさす」、サ変「さす」を「しさす」などとすることがある。
- 受身・可能は「-れる／られる」を用いるが、カ変は「こられる」と「きられる」、サ変は「される」と「しられる」を併用する。また可能は可能動詞や「読むことができる／でける」、「よう読む」で表すことが多い。
- 打ち消し推量で「行こまい」「見よまい」のように「-まい／よまい」を用いることがある。共通語と違って未然形に接続する（「行こう」「見よう」と「行くまい」「見まい」の混合）。また湖南以外では「一緒に行こまいか」のように「-まい」を勧誘に用いることがあり、丁寧形として「連用+ましょまいか」がある。「か」は省略したり「け」とすることもある。

## 語彙など
滋賀県内全般で広く用いる語彙はほとんどが近隣府県（とりわけ京都）と共通するが、それぞれの地域特有の語彙も存在する。他の京阪周縁部と同様、中世から近世の上方の語彙がよく保たれ、湖北を中心に中世以前の古語に由来するものも少なくない（方言周圏論）。浄土真宗が盛んな地域であることから、浄土思想や仏教用語に由来する語彙もよく見られる。以下、《》に漢字表記を、〔〕におおまかな使用地域名（全県に広く分布・点在するものは省略）を記す。

### 名詞

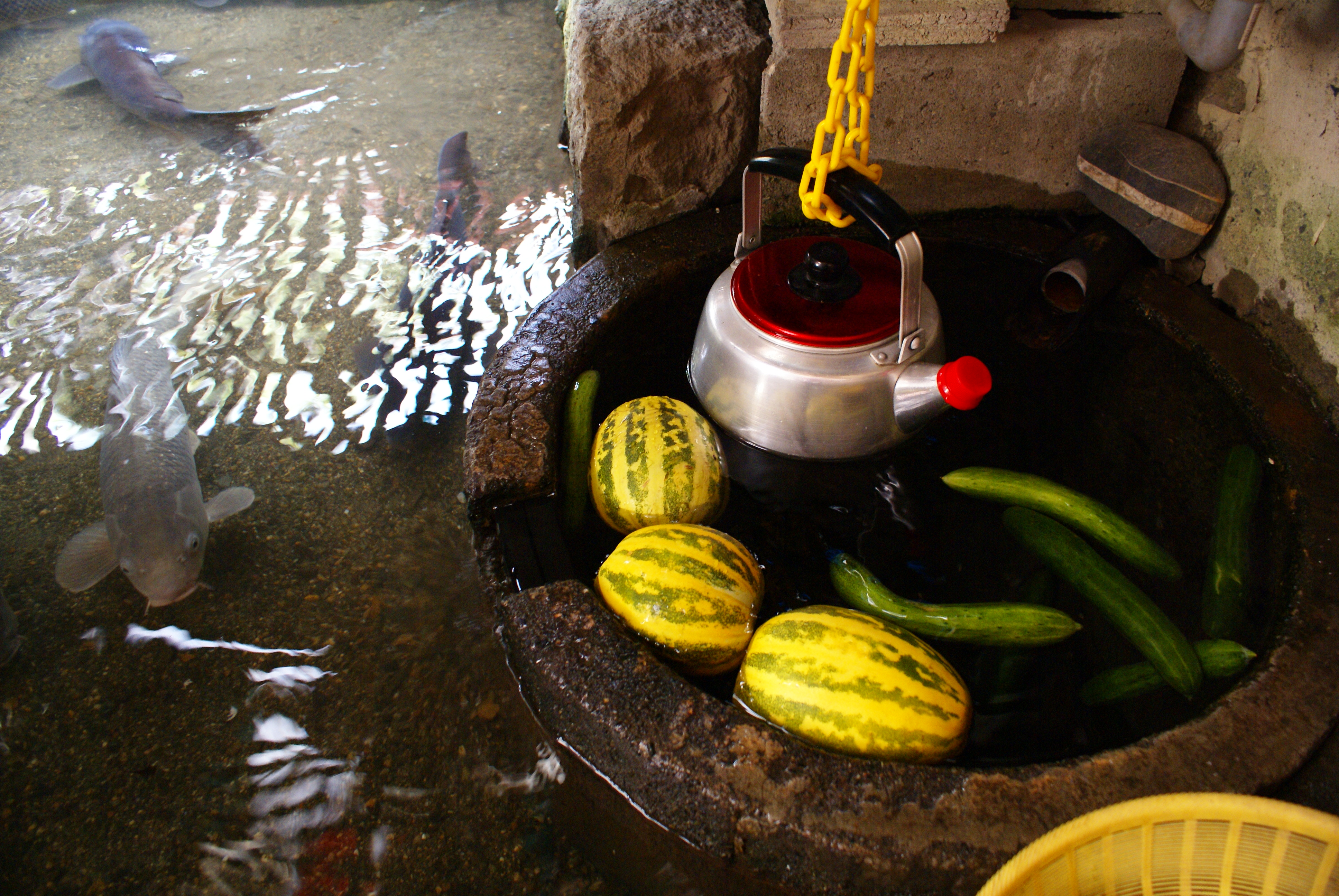
針江のかばた

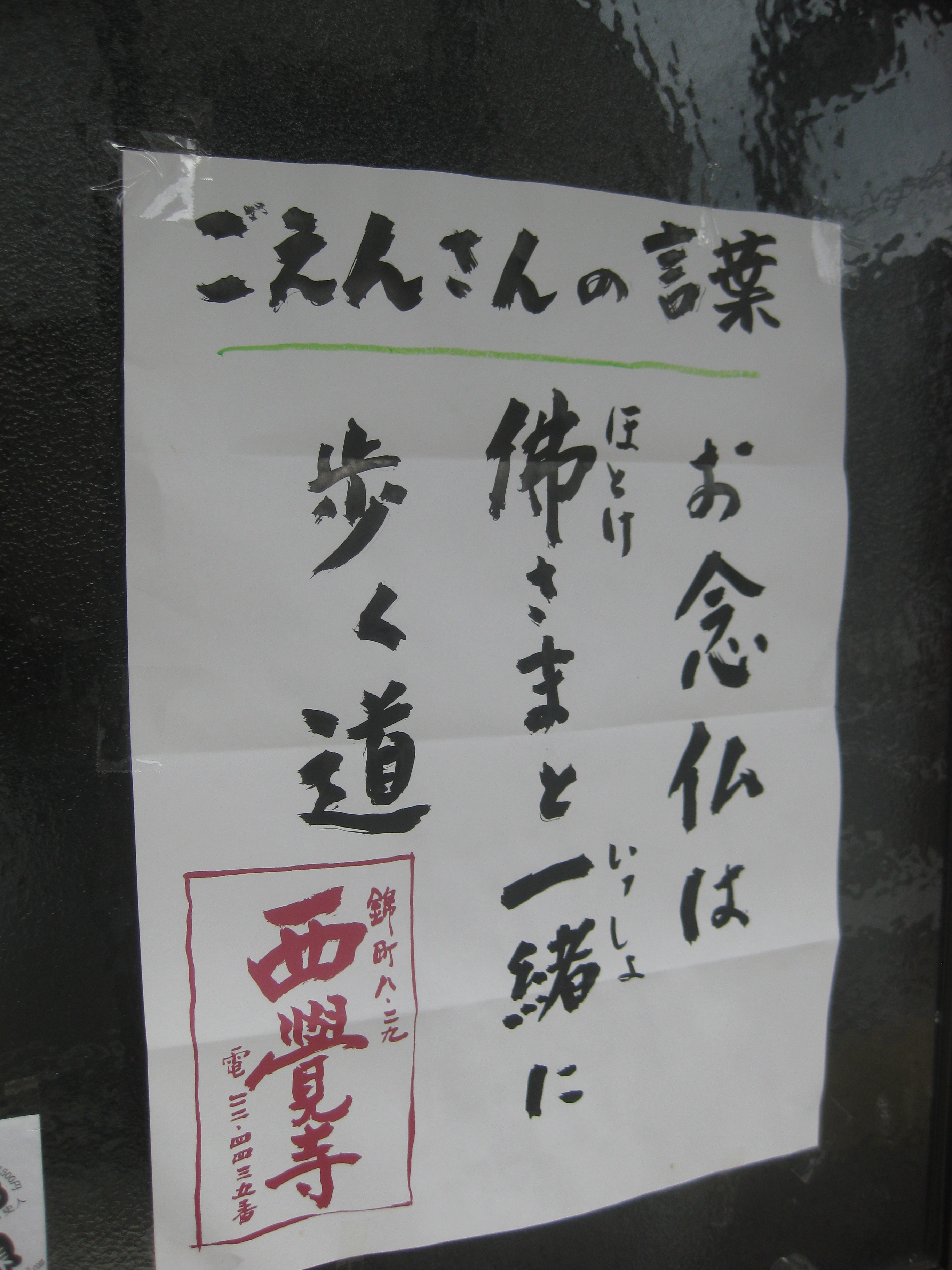
彦根市にて。

あおぢ〔不明〕あおたん。内出血。
いじこ〔湖東〕藁で作られたもっこ。穀物を運んだり、子どもを入れて遊ばせておいたりする。
いっけ〔不明〕《一家》分家。日本各地で用いられる語彙だが、滋賀県以外の多くでは「親類」や「親戚」を表す。
うみ《海・湖》単純に方言とは言い難いが、滋賀県においては琵琶湖を「うみ」と呼び親しむことがある。「うみのこ」のように公共物にもよく用いられる。
おーやけ《大宅》〔湖東〕大家族。反対に、少人数の家族のことを「こやけ」という。
おが〔湖南・湖西?〕カメムシ。「青香虫」の転か。
おがまなとーさん／おがみのとーさん／おがみとーろ〔湖北・湖東〕カマキリ。前肢が拝む姿に見えることから、「拝まな通さん（＝拝まねば通さぬ）」→「拝みの父さん」「拝みの蟷螂」などと変化。地域によって様々な語形がある。
おっさんお坊さん。「和尚様」の転。「おっさん」（＝おじさん）ではなく、「おっさん」と発音する。
（例）そろそろおっさん来やはるで（そろそろお坊さんが来られるよ）
がお（ー）〔湖東〕化け物。おばけ。言うことを聞かない子どもをしつけるのに言う。「蒲生が転じたもの」という民間語源がある。現在「八日市は妖怪地」という町おこしにも活用されている。
（例）ほんな悪さばっかししてたらガオが来るほん!（そんな悪さばっかりしていたらおばけが来るぞ）
かたうま／かたんま《肩馬》肩車。湖南では「かたくま／かたこま／かたこんま（肩駒）」とも。
かばた《川端》水路に設けられた作業場。「かわと（川戸）」とも。2004年にNHKのドキュメンタリー番組で高島市新旭町針江区の川端が紹介され、注目を集めた。
（例）やっぱしかばたで冷やしといたスイカは最高やな（やっぱりカバタで冷やしておいたスイカは最高だね）
げべ／げべった／げべっちゃ〔湖西・湖北・湖東〕最下位。びり。
（例）また走りごくでげべになってもた（また駆けっこで最下位になってしまった）
ごえんさん《御院様》〔湖北〕ご住職さん。和尚さん。お坊さん。
こびる／こーびる《小昼》農作業の合間にとる軽食・おやつ。特に昼食と夕食の間に摂るものをいい、地域によっては午前中に摂るものを「まえこびる」や「あさこびる」と言う。同義語として「けんずい」や「いっぷく（一服）」など。
（例）ほな、そろそろ小昼にしょーか（それでは、そろそろ軽食にしようか）
ごもく／ごもくたゴミ。五目飯や五目並べの「五目」ではなく、「ごみあくた」の転とされる。
こんめ／おこんめお手玉。語源としては、「米」を布に詰めてお手玉を作ることから、または材料を「込め」て作ることからか。「おじゃみ」とも。「おじゃみ」は西日本各地に分布するが、「こんめ・おこんめ」は滋賀県とその周辺にしか分布しない。
さいぜん《最前》先程。
（例）最前、田中さんに会うてきたわ（さっき田中さんに会ってきたよ）
じしん《地震》〔不明〕「じ」にアクセントがくる。
したまわり下働きの意のほか、湖北では「舌が曲がる」毒草ということからヒガンバナを、湖東では膳の「下回り」ということから料理の添え物をも指す。
じゅんじゅんすき焼き風の鍋料理。具の煮える音から。
（例）鰻のじゅんじゅん（鰻を使ったすき焼き風鍋。湖北地方などの郷土料理）
すいばら／すいばり／すじばら〔湖北・湖東・甲賀〕（材木の）トゲ。
（例）指にすいばらが刺さりよった!（指にトゲが刺さりやがった）
ぞーさ《造作・雑作》〔湖北・湖東〕面倒。難儀。
（例）ぞうさをおかけしてすんまへん（面倒をおかけしてすみません）
ちょか／おちょか軽率で慌てたり、調子に乗ったりすること、人。またそうしたことで失敗すること。おっちょこちょい。軽率者のことは「ちょかすけ」とも。動詞形は「ちょかる／ちょかつく」（後述）。「ちょかちょか」で落ち着きのない様子を表す（湖東）。
（例）おちょかせんとき（バタバタしないの）
つりぼし・つりんぼし・つりんぼ・つるんぼ・つるしんぼ・つるしぼし《吊り干し・吊るし干し》〔湖西・湖北〕干し柿。「ぼ」には「坊」も掛かっている。地域によって様々な語形がある。
どろず《泥酢》〔湖東〕酢味噌。
（例）鯉のあらいには泥酢つけて食うのが一番やで（鯉のあらいには酢味噌をつけて食べるのが一番だよ）
どんつき《どん突き》突き当たり。よく「ドンと突き当たるところだからどんつき」と解されるが、単に「突き当たり」を接頭語「どん」で強調したものともいう。
（例）どんつきを曲がったとこが駅ですわ（突き当りを曲がったところが駅ですよ）
なんぞ／なんど《何ぞ・何ど》〔湖西・甲賀〕おやつ。子が親におやつをねだる際の「なんぞええもんおくれ」を省略したもの。
（例）なんぞやったらちゃぶ台の上に置いといたで（おやつだったらちゃぶ台の上に置いておいたよ）
なんば／なんばん《南蛮》〔湖南・湖東・湖西〕トウモロコシ。「南蛮きび」の略。湖北ではトウモロコシのことは「こうらい」と言う。「なんば」は近畿地方に広く分布し、「こうらい（きび）」は濃尾平野に広く分布する表現である。
（例）夕飯のおかずはなんばや言うさかい楽しみにしてたのに、唐辛子のことかいな（夕飯のおかずはトウモロコシだと言うから楽しみにしていたのに、唐辛子のことかい）
なんば《南蛮》〔湖北〕トウガラシまたはシシトウガラシ。主に天野川以北の表現。南蛮辛子または南蛮胡椒の略。トウガラシを「なんば」と言うのは、北陸地方と共通する特徴。
ねき《根際》〔湖北・湖東・湖南・甲賀〕側。脇。近く。
（例）もっとねき寄って話聞けや（もっと近くに寄って話を聞けよ）
にゅー〔湖西・湖北〕藁や草を積んだもの。稲むら。古語「にほ」の転。
ひんず〔湖北〕不意。
（例）ひんずの費用に蓄えとこか（何かあった時のための費用として蓄えておこうか）
ぶげんしゃ／ぶえんしゃ《分限者》金持ち。
（例）田中さんとこはぶげんしゃや（田中さんの家は金持ちだ）
ぶんど〔湖北〕エンドウなどの豆。
へんねし〔湖北・湖東・甲賀〕嫉妬。派生語に動詞「へんねしがる」がある（湖東）。
（例）へんねし起こしてはるわ（嫉妬をされているよ）
ほたれ／ほだれ〔湖北・湖西・湖東〕つらら。「ほんだら」や「ほんだれ」などとも。『物類称呼』にも近江の方言として記録がある。
（例）子どもの時分はほだれねぶったりしてたなあ（子どもの頃はつららを舐めたりしていたなあ）
みざら靴を履きかえる場所に敷く板。すのこ。学校などで用いられる。
（例）掃除するで、みざらを一旦あげてー（掃除をするから、すのこを一旦あげて）
め（ー）ぼ《目疣》麦粒腫。ものもらい。大阪などの「めばちこ」はほとんど用いない。
（例）朝起きたらめいぼ出来たった（朝起きたらものもらいが出来ていた）
やまいき《山行き》〔甲賀〕山へ仕事に行くこと。特に共有林の奉仕作業のこと。
もんどり川魚を獲る籠。一度引っかかると逃げられない作りになっている。「戻り」の転。
よけのまい／よけまい〔湖北・湖東・甲賀〕余計。余分。「余計の米」が語源か。
（例）あの話はちょっとよけのまいやったな（あの話はちょっと余計だったな）
よさり《夜去り》〔湖西・湖南・湖東〕夜。古語由来。
（例）よさりに寄せてもらうでな（夜分に寄せてもらうからね）

### 人称代名詞
滋賀県内で用いられてきた人称代名詞には次のようなものがある。複数形はいずれも接尾語「ら」を付けるが、必ずしも複数を意味せず、謙譲の意を含んで単数に用いることもある。
一人称
一般的なのは「わし」で、主に男性が用いるが、高齢層では女性も用いる。「わし」のくだけた形に「わい」があり、都市部以外の男性が用いる。中年以下の女性では「うち」や「わたし」の勢力が強く、男性も改まった時には「わたし」を用いる。このほか、「わたし」のくだけた形で主に都市部の女性が用いる「わて／あて」、「おら」の転で下品とされる「うら」などがある。「わい」と「うら」は粗野な二人称にも用いる。各地の特殊なものとして、「あ（多賀町保月）」「ここら（彦根市、複数形でのみ使用）」「のし（長浜市木之本町川合）」「らあ（近江八幡市武佐）」「わはい（湖南市下田）」などがある。
二人称
一般的なのは「おまえ／おまい」と「あんた」で、前者は男性、後者は女性が盛んに用いる。丁寧なものとして「あんたさん」や「おまはん」または「おまん」がある。このほか「てまえ／てまい」「われ」「おのれ／おどれ」「わごりょ」などがあり、いずれも下品な表現とされる。「てまえ／てまい」「われ」「おのれ／おどれ」は一人称からの転で、「われら」は「わんら／わんだ（大津市真野）」、「おのれら」は「おのんら／おんら」などとも。「わごりょ」は古語に由来するもので、地域によって「わごら／わごん／わごんら／わごんじょ／わんじょ」など様々な語形がある。各地の特殊なものとして、「おれ（米原市甲津原）」「そち（高島市朽木雲洞谷、長浜市旧西浅井町、長浜市旧びわ町）」「そなた（米原市旧米原町、彦根市、高島市朽木雲洞谷）」などがある。
三人称
一般的なのは「あのひと」で、親しい同輩以下には「あのこ」とも（大人であっても「子」）。やや下品ではあるが、「あいつ」「そいつ」「こいつ」も男性がよく用いる。このほか、下品とされる表現として「あのじん」「（あの）てき」「あのごれ」などがある。

### 指示語
珍しいものは少ないが、「そ」から始まる中称の指示語が「それ→ホれ」「そこ→ホこ」「そして→ホして」「そんな→ホんな」などと盛んに「ほ」に転訛し、特に湖東で顕著である。もっとも、「そ」が正しい音という意識はあり、聞き返されると「そ」と言い直す。「あそこ」を「あっこ／あこ」とも言うが、湖北ではあまり用いない。連体詞・形容動詞として、全県で「こない（な）」「そない（な）」「あない（な）」「どない（な）」を用いるほか、米原市甲津原に「こがな」「そがな」「あがな」「どがな」がある。

### 動詞
いぬ《去ぬ・往ぬ》帰る。古語由来。「いんでくる」（「いぬ」+「来る」）とも。
（例）ほな、いんでこほん（それでは、帰るよ。辞去の挨拶語）
えがむ〔湖東・甲賀〕「歪む」の転「いがむ」がさらに転じたもの。曲がる。傾く。
（例）この柱だいぶえがんどんなあ（この柱、だいぶ傾いているなあ）
おいねる《負いねる》〔湖北・湖東・甲賀〕背負う。おんぶする。
（例）小さい頃は姉ちゃんによう負いねてもろたわ（小さい頃は姉によくおんぶしてもらったよ）
かす《浸す・淅す》米を研ぐ、ゆすぐ。
（例）米ごんごー、かしといてや（米を五合、研いでおいてよ）
げこする《下向する》〔湖東〕寺の仏事から帰る。
（例）皆げこしてやるで、法事終わったみたいやな（みんな帰宅されているから、法事が終わったみたいだね）
こぼつ《毀つ》〔湖北・湖東・甲賀〕壊す。古語由来。彦根市の一部では「こぼる」とも。
しまえる《仕舞える》〔湖北・湖東〕「しまう」の自動詞形。なくなる。尽きる。
（例）灯油しまえたで、買いに行かんと（灯油が切れたから、買いに行かないと）
ちびる摩耗していくこと。ラ行五段活用。
ちょかる〔湖東〕調子に乗る。軽はずみをする。「ちょかつく」とも（全県）。名詞形は「ちょかり」。2010年11月に行われた『3月のライオン』の「全国47都道府県駅貼りポスター「ライオンの旅」キャンペーン」で、滋賀県の方言として採用された。
（例）ちょかってんなや（調子に乗ってんなよ）
といれる《取入れる》〔湖北・湖東〕干しておいたものを取り込む。
（例）洗濯もん、といれといてえ（洗濯物を取り込んでおいて）
なぶる《嬲る》手で触れる。いじる。手を入れる・修理する（甲賀）。共通語にあるようなマイナスの意味合いを持たずに用いることがある。
（例）土なぶった後は、よう手ぇ洗わなあかんで（土を触った後は、よく手を洗わないといけないよ）
びちかく／びちがく《びち掻く》〔湖西・湖北・甲賀〕指先でつねる。つねりながら引っ掻く。
ふてる〔湖北・湖東・湖南〕捨てる。「ほかす」「ほる」とともに併用。
（例）ほんなもんふてとけ!（そんなもの捨てておけ）
ほたえる騒ぐ。ふざける。
（例）部屋の中でほたえたらあかんがな!（部屋の中で騒いだら駄目でしょうが）
ももけるセーターなどに毛玉が出来る。毛羽立つ。
（例）背中のとこの生地、ももけてるで（背中のところの生地が毛羽立っているよ）
もらう《貰う》〔湖北・湖東〕子どもを授かる。
（例）まあ可愛らしい子ぉもらわって（あらまあ可愛い子を授かられて）
もりこす《盛り越す》湯水などが容器の容量を超えて溢れること。
（例）うわ、お風呂のお湯が盛りこしたるで!（うわ、お風呂のお湯が溢れているよ）
もんる帰る。戻る。「戻る」の転。「もんてくる／もんでくる」（「もんる」+「来る」）の形でよく用いる。2005年に開業した長浜駅前の商業施設「モンデクール長浜」の名称の由来の一つ。
（例）盆にはもんてきいや（盆には帰ってきなさいよ）
（例）あいつはまだもんらんのけ（あいつはまだ戻らないのか）
よばれる「御馳走に呼ばれる」から用法が拡大し、「食う」の丁寧語として用いることがある。さらに派生して「よぶ」を「御馳走する」「（飲食物などを）やる」などの意で用いることがある。
（例）こんなんしかあらへんけんど、なんなっとよばれて（こんなのしかないけど、なんなりと召し上がれ）
（例）夕飯よんでもろた（夕飯を御馳走してもらった）
（例）たばこよんで（たばこをちょうだい）

### 形容詞
あじない／あんない《味無い》美味しくない。味が薄い。
（例）この味噌汁、ちょっとあんないな（この味噌汁、ちょっと味が薄いな）
いかい／いがい《厳い》〔湖西・湖北・湖東〕大きい。大変な。大層。古語「いかし」に由来。近畿地方とその周辺では滋賀県・福井県と岐阜県の一部に分布する。
（例）しばらく見んまにいこうなってえ（しばらく見ない間に大きくなってまあ）
（例）いかいなりして、そんなんも分からんのか（大人のくせして、そんなことも分からないのか）
うい《憂い》恥ずかしい。憂鬱だ。可愛らしい。（世話になって・面倒をかけて）申し訳ない。古語「憂し」に由来。派生語に動詞「うーがる」がある。
（例）ほんなことしてもろて、ういこっちゃ（そんなことをしてもらって申し訳ないねえ）
うたてい／うたとい《転てい・転とい》〔湖東・甲賀〕鬱陶しい。古語「うたてし」の転。形容動詞形「うたて」とも。
えらい「偉い」「とても」「とんでもない」のほかに、「しんどい」「つらい」の意で多用する。
（例）えらい風邪引いて、えらいわ（ひどく風邪を引いて、しんどいよ）
おーさらしい〔湖東〕大袈裟だ。仰々しい。同義語に、形容動詞「おおさな／おおさわな（湖北・湖東・湖西）」がある。
（例）おおさらしい話やなあ（大げさな話だなあ）
きんまい立派だ。美しい。愉快だ。「金米」の転とされる。
（例）きんまい花やなあ（立派な花だなあ）
けなるい／けなりい羨ましい。古語「異なり」に由来（普通とは異なっている→際立っている→秀でている→そのようであるのが羨ましい）。
（例）あんたとこの嫁さん、えらいべっぴんでけなりいわ（あなたの奥さんはとても美人で羨ましいよ）
ずつない《術無い》辛い。苦しい。古語「ずちなし」に由来。「気ずつない」で「恥ずかしさや申し訳なさなどで気が滅入る、心苦しい」の意。
（例）ようけ食べたさかい、ずつないわ（たくさん食べたから、腹が苦しいよ）
（例）人前でヘマしてもて、気ずつなかったわ（人前でヘマをしてしまって、心苦しかったよ）
なまずけない怠けている。不精だ。だらしがない。『日葡辞書』に記録がある。
（例）部屋ちっとも片付けんと! なまずけないやっちゃなあ!（部屋をちっとも片づけないで! だらしない奴だなあ!）
はしかい《芒い》（細かいトゲなどが当たって）ちくちくと痛い。風邪などで喉の奥がひりひりする。「はしか」とは、病気の「麻疹」ではなく、稲や麦の穂にある突起のこと。
（例）風邪ひいたんかしらん、のぞがはしかいわ（風邪を引いたのかな、のどが痛いよ）
ひどい《酷い》悪い意味だけでなく、ひどい条件下で働く人に対するねぎらいの挨拶言葉としても用いる。特に湖東で、「おきばりやす」とほぼ同義で「おひどいな」や「おひどうすな」と言う。
（例）こんな暑いなか、ひどいなあ（こんな暑いなか、大変だね）
ほえない〔湖西〕あっけない。「映え無い」の転か。
むっかい〔不明〕「むつかしい」のくだけた形。滋賀県の若者言葉。
（例）今日のテスト、めっちゃむっかかった（今日のテスト、とてもむずかった）
よぞい〔湖北・湖東・甲賀〕嫌だ。不快だ。毛嫌いすべきさま。おぞましい。甲賀の一部では鬱陶しいの意。
（例）えらいよぞい話やで（ひどく気持ち悪い話だよ）

### 形容動詞・副詞

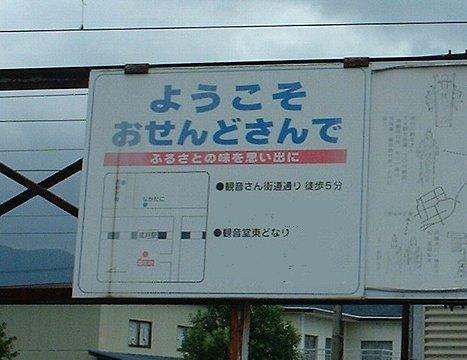
高月駅にて

あくしょーな《悪性な》〔甲賀〕随分な。
（例）悪性な言われようやな（随分な言われようだな）
えんやらやっと〔湖東・湖西〕やっとのことで。
がいっと〔湖北・湖東〕力を入れて勢いよく行う様子。
（例）もっとがいっと押して（もっとぐっと押して）
かなな〔湖西・湖南〕《仮名な》たやすい。簡単な。甲賀では形容詞形「かなるい」。
（例）こうする方がかなな方法やな（こうする方が簡単な方法だな）
かにここ〔湖西〕やっとこのことで。大津市北部では「かなり」または「もう少し」の意。
ごんぎりめ〔湖東・湖北〕一生懸命。
（例）ごんぎりめに頑張っとるな（一生懸命に頑張っているね）
せんど《千度》何度も。さんざん。長い間。「せんどする」で「（さんざん作業をさせられて）飽きる・くたびれる」（湖北・湖東・湖南）。「おせんどさん」で「お疲れさん」という意の挨拶言葉（湖西・湖北・湖東）。
（例）ああ、せんどした（ああ、くたびれた）
ちゅんちゅん〔湖東など〕湯などが沸いている様子を表す擬態語。
（例）風呂、ちゅんちゅんに焚いといてな（風呂、熱々に焚いておいてね）
どーで〔湖東〕どうして。何故。
（例）どうでほんなこと言うにゃ（どうしてそんなことを言うんだ）
とっと全くもって。十分に。いかにも。
（例）とっと埒があかん（全くもって埒があかない）
（例）とっと頂戴いたしました（確かに頂戴いたしました）
どぼどぼずぶ濡れな様子を表す擬態語。びしょびしょ。「どぼ濡れ」とも。
（例）にわか雨で服がどぼどぼになってもたがな（にわか雨で服がびしょびしょになってしまったよ）
にごはち《二五八》〔湖北・湖東・甲賀〕ちょうどではないこと。いい加減。大体。まあまあ。「二五十」に満たないことから。
（例）にごはちな仕事やな（いい加減な仕事だな）
はい早くも。「早」の転。「もうはい」「はいから」「もうはいから」の形でよく用いる。
（例）もうはい夜か、はよ帰らんと（もう夜か、早く帰らないと）
（例）はいから帰るんかいな、だしかいね（もう帰るのかい、まだいいじゃないか）
はんちゃらけ・はんちらけ仕事などを中途半端に投げ出すこと。同義語に「なまはんじゃく・なまりはんじゃく」などがある。
（例）あいつ、仕事はんちゃらけで帰りよったんや（あいつ、仕事を中途半端に投げ出して帰りやがったんだ）
ほっこり「ほっこりする」で「（一仕事を終えて）ほっと疲れる」。「ほっこりせん」で「ぱっとしない」（湖北・湖東）。「ほっこりや」で「うんざりだ」（湖北）。湖北などでは「おせんどさん」と合わせた「ほっこりおせんどさん」という挨拶語もある。
めめくそ／まめくそ／まねくそ《目目糞》ほんの少し。ほんの僅か。「―かす」とも。
（例）まだお茶碗に米粒がまめくそほど残ったあるがな（まだお茶碗に米粒がちょっと残っているよ）
りんちょく〔湖北・湖東・甲賀〕几帳面。「凜+率直」ということか。
（例）あの人はほんまにりんちょくな人やわいな（あの人は本当に几帳面な人だよ）

### 感動詞・連語など
かなん《敵ん》嫌だ。つらい。「かなわぬ」の転。
（例）こうも暑い日ぃ続くとかなんな（こうも暑い日が続くとやってられないね）
げなげなばなし《げなげな話》噂話。聞き伝え。伝聞の助動詞「げな」から。
（例）げなげな話は嘘じゃげな（いい加減な噂話を洒落めかして戒める言葉）
ごーがわく《業が沸く》〔湖北・湖東・湖南〕業を煮やす。腹が立つ。
（例）あいつは業の沸くやっちゃ（あいつは腹の立つ奴だ）
こつきがわるい《こつきが悪い》〔湖東〕愛想が悪い。「取っ付きが悪い」の転か。
（例）こつきの悪い顔しとる（愛想の悪い顔をしている）
-したらわ〔湖東?〕勧誘や提案を表す女性語。-してはどうかしら。
（例）見に行ってみたらわ?（見に行ってみたらどう?）
-しとー／しとん〔湖南〕-しておくれ。-して。京都と共通する表現。
（例）ちょっと待っとお!（ちょっと待ってちょうだい）
-しとみない／しとむない〔湖東〕-するのは気が引ける。-するのはなんとなく嫌だ。
（例）行きとみないなあ（行く気がしないなあ）
じゃこももろこも《雑魚も諸子も》玉石混交。なんでもかんでも。「もろこ」とは、美味な魚として珍重される琵琶湖固有種ホンモロコのこと。
しらんてる／しらんとる《知らんてる・知らんとる》知らないでいる。
（例）知らんてるまに終わっとった（知らない間に終わっていた）
（例）あの人、ほんまになんも知らんてはったんや（あの人、本当に何も知らずにおられたんだ）
そこそーば／そこそーばい〔湖北など〕そんな場合では。それどころでは。
（例）そこそうばやないがな!（それどころじゃないってば）
そこよかろよーに《其処良かろ様に》〔湖東・甲賀〕その場が上手く行くように、適当に済ませるさま。
（例）その件はまあ、そこよかろようにやっといてんか（その件については上手い具合にやっておいてくれ）
そこらそこらに《其処等其処等に》〔湖東〕適当なところで。大概のところで。「そこよかろように」とほぼ同義。
たい／たえ〔湖東〕下さい。頂戴。古語「賜べ」の転。
（例）ほれ貸いせたい（それを貸しておくれ）
（例）たばこ1本たい（たばこを一本おくれ）
だしかいな／だしかいね〔湖北〕相手の辞去を引き留める挨拶語。まだまだ良いじゃないか。遠慮しなさんな。
だんない／だじない／だしない差し支えない。大丈夫だ。どうもない。「大事無い」の転。
（例）なんやえらい物音したけど、だんないか?（何やらすごい物音がしたけど、大丈夫か?）
どーなろ単に「どうなろうか」の意だけでなく、湖東では強い否定・拒否表現に用いることがある。
（例）ほんなことしてどうなろ（そんなことをして何になろうか）
ないない〔湖東〕はい。承知・承諾の意を表す。かつて彦根の城下町特有の表現として有名だった（参考リンク）。
-ね／ねん「-の家」の縮まったもの。同義語に「とこ」。
（例）うちね遊びにきいな（我が家に遊びにきなよ）
（例）田中さんねは立派や（田中さんの家は立派だ）
のどへつり《喉剥り》〔甲賀〕おやつ時に訪ねて相伴をあずかった際の挨拶語。特に土山で言う。「へつる」とは削る・減らすの意。
（例）えらいのどへつりしましたなあ（大層おやつをご相伴させていただきました）
はいらこ／わいらこ〔湖東〕祭りの掛け声。
ほどのよい《程の良い》〔湖東〕万事調子の良いことを言って、その場を程々にやり過ごすこと。
（例）あの人はほんまに程の良い人やで（あの人は本当に調子の良い人だよ）
ほんでに接続詞。それだから。そうだから。
（例）最近雨降らへんやろ、ほんでに野菜枯れてしまいよったんや（最近雨降らないだろう、だから野菜が枯れてしまったんだ）
まいらしてもらう《参らして貰う》単に神仏に参詣するの意だけでなく、特に湖東や湖北で、極楽往生の意にも用いる。
（例）わしもええ歳やでな、はよ参らしてもらわな（私もいい歳だからね、早く往生させてもらわないと）
むしろうりこもにねる《筵売り菰に寝る》〔湖北〕自分の専門分野に限って、かえって自分自身には顧みないこと。紺屋の白袴。
よーあんた（さん）／よーおまえさん「おおきに」「おきばりやす」などと声を掛けられた時の返し言葉。農村に多い表現。「ようこそあなた」の転か。どういたしまして。こちらこそ。
よーかよーか〔湖東〕可能性を強く否定する表現。よくもよくもそんなことができようか、いやできっこない。
（例）歩いて琵琶湖一周て、ようかようか（歩いて琵琶湖一周だなんて、とてもとても）
よー -して〔湖東〕「よう -してくれた」の略。相手の行為への感謝や歓迎を表す。
（例）よう言うて（よくぞ言ってくれた）
（例）よう来てやほん（よく来てくれたねえ）
よーゆーとくれる〔湖東〕自分のことをよく言ってくれたことに対する感謝を表す言葉。またはひどいことを言ってきたことに対する皮肉的な返し言葉。
よーそーやろぞ〔甲賀〕「よくそうであろうぞ」の転。相手の謝意や挨拶に対する反語的な返し言葉。とんでもない。
（例）「うちの者が色々ご迷惑をおかけするかと存じます。どうぞ宜しくお願い致します」「ようそうやろぞ、こちらこそ宜しくお願い申し上げます」
よーな／よーね〔湖北・湖東〕ありがとう。「おおきに」よりも古風な物言いとされる。甲賀では「よーえ」や「よーや」。湖西では「よーよー」。
（例）お結構なものいただいて、ようなやほん（結構なものをいただいて、どうもありがとう）

### 接頭語・接尾語
強調
接頭語には「ど／どん」「どか」、接頭語には「くさい」「たれ（め）」「らしい／たらしい」などがあり、また接頭・接尾兼用に「くそ」がある。罵倒や卑しめ、不満を表すのに男性がよく用いて聞く者に荒い印象を与えるが、語自体は江州弁特有といえるような珍しいものではない。
（例）ど阿呆、どえらい／どいらい、どじらしい（＝ずるい）、どすこい（＝こすい）、どんじり、どんびゃくしょう（＝百姓）、阿呆くさい、遅くさい、邪魔くさい、くそ忙しい、ぼろくそ、げんくそ（＝縁起）、ごくたれ、貧乏たれ、知ったらしい（＝知った風な）、馬鹿たらしい
敬称
「さん」を多用する。「さん」は親しみを込めて「はん」「つぁん」「やん」「ちゃん」とくだけることがある。愛称やあだ名には「ぼん（「坊」の転）」や「べい」なども用いた。（例）姉さん→ねえやん、兄（あに）さん→あんやん／あんにゃん、幸夫→さちぼん、けい子→けいべい
くろしい
「苦しい」の転。特定の形容詞の語尾に付けて、嫌悪や不満の気持ちを強める。暑くろしい（暑苦しい）、よぞくろしい（とても気持ちが悪い）など。
べら／べた
「-側」を表す接尾語。「ほっぺた」の「ぺた」と同源と思われる。あっちべら（あちら側）、こっちべら（こちら側）、向こうべら（向こう側）、みなべら（南側）など
め
一般には「ばかめ」や「わたくしめ」のように罵倒や卑下に用いる接尾語だが、湖北などでは特定の動物名につけて親愛の接尾語とする（福井弁と共通）。あいめ（鮎）、がにめ（蟹）、へるめ（蛭）、とりめ（鶏）、うしめ（牛）など。
ら
一般には「ここら」「こちら」のように場所をぼやかす表現に用いる接尾語だが、湖北と湖東の一部では「方角+ら」で「方角+隣（の家）」という意味を表す。また湖北には「北ら」の転とされる「きとろ」という名詞がある（「北の方」または「近所」の意）。
（例）東らは今留守にしてはるわ（東側のお隣さんは今留守にされているよ）

## 備考
- 森川許六（彦根藩の俳人）がまとめた俳文集『風俗文選』に「鶯に きとろはさぶい みなべらの うららがとこの 軒にけよやれ」という歌（よみ人しらず）が「鄙歌」「あふみぶり」として収録されている。
- 県内各地の特徴的な俚言を並べた「大津ソヤガサ（またはソヤガナ[30]） 小松のウラ言葉 彦根ナイナイ 高島ソヤケンド 栗太グライは 野洲のカイ 神崎なまりは トットホラホーヤ」という戯れ歌がある[31]。
- 彦根の特徴的な俚言を並べた戯れ歌として、「ウラ ワゴン ホーヤサカイニ クダシカレ ナイナイ ナーシ トントホッコリ」[32]や「うら わごれ そうじゃさかいに かいも はい ないないねーに こまり ほっこり ほん」[33]がある。
- 2000年にNHKが『ふるさと日本のことば』で行ったアンケート調査によると、「21世紀に残したい滋賀のことば」として滋賀県民からの支持を集めた言葉は、「おきばりやす」「おおきに」「おしまいやす」「おせんどさん」「うい」「だんない」「にごはち」「きんまい」「きゃんす」であった。
- 「始めさせていただきます」のような「させてもらう／させていただく」敬語は、近江の浄土真宗信徒が「他力本願」の思想から用い出し、近江商人によって全国に広まった言葉であるとする説がある[34]。
- 暴露ウイルスによる個人情報漏洩を表すインターネットスラング「つこうた」は、草津市議の息子が漏洩事件を起こした際に市議が「息子がウィニーをつこうた」と発言したことに由来する[35][36]。
- 『出身地が分かる! 気づかない方言』では、東京在住の滋賀県出身者へのアンケート調査から分かる滋賀県民の「気づかない方言」として、「水臭い（＝塩気が薄い）」をその代表として挙げ、ほかに「えらい（＝しんどい）」「かしわ（＝鶏肉）」「大学〜回生」「マクド」などを挙げている。いずれの言葉も滋賀県だけに限られる表現ではないが、特に「えらい」の地元使用度・東京使用度は全都道府県で滋賀県出身者がトップクラスであったという[37]。
- 京阪神では「なんぼ」を個数を尋ねる場合と値段を尋ねる場合の両方に用いるが、滋賀県では値段を尋ねる場合にしか用いない地域が多い[38][39]。
- 京阪神では「片づける」のことを「なおす」と言う地域が多いが、滋賀県では用いる地域が比較的少ない[40]。

## 作品など

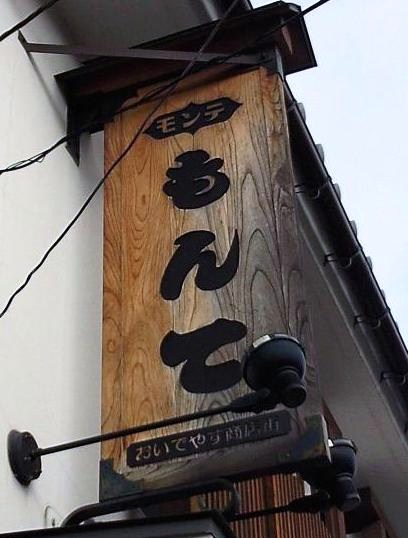
彦根市「おいでやす商店街」にある喫茶店「もんて」。商店街名と商店名に方言を活かしている。

文芸作品において、登場人物の台詞などにその作品と関わりのある地域の方言が用いられることがある。江州弁をよく描写した作品としては、小説では外村繁の『草筏』や『澪標』、姫野カオルコの『ツ、イ、ラ、ク』や『ハルカ・エイティ』、加藤吉治郎の『湖猫、波を奔る』、瀧上耕の『青春ぱんだバンド』、映画では『男はつらいよ 拝啓車寅次郎様』、漫画ではゴツボ×リュウジの『ササメケ』や『もののけもの』などがある。また、江州弁を織り交ぜた歌として、岡林信康（近江八幡市出身）の「チューリップのアップリケ」、MONKEY KEN（長浜市出身）の「長浜の歌」やFamily〜おかだ兄弟〜（米原市出身）の「ほやほん」などがある。
- 外村繁『澪標』の一節（1960年）[44]
「赤ん坊はなあし、神さんが授けておくれやすのどす」
「ふうん、誰にでも授けておくれやすのか」
「いんえ、お嫁に行くと、お祝いに、授けておくれやすのどす」
「ほんでも、かねはお嫁になんか、行ってやはらへなんだやないか」
「あれは、悪い神さんどしたんどす」
「ふうん、ほすと、悪い神さんはお嫁に行かん女（ひと）にも授けやすんか」
「へえ、うっかりしてると、授けやすのどす」
「悪い神さんやな。とよもうっかりせんといてな」
「ほんなもん、わたしら、大丈夫どす」

方言は日本全国で観光PRや企画・公共施設の名称などに活用されている。滋賀県内ではこれまで「おいでやす○○」の看板が駅などに置かれる程度で、積極的な活用は行われてこなかったが、近年になって、先述の「やんす」の例のように少しずつ活用例が増えつつある。2000年代末から、滋賀県内では守山市のアニメ制作会社まちおこし（藤井組）の滋賀県ご当地ネタアニメが好評を博しているが、そのなかに方言をネタにするものもあり、滋賀県で初の方言ヒット作品群となっている。以下はその例。
- イカイいかだでイカッタ - YouTube、形容詞「いかい」および尊敬語「ある」。
- 野洲のおっさんカイツブリ - YouTube、尊敬語「らる」。
- さしすせほの歌 - YouTube、ソとホの交替。

## 会話例
資料によって表記がまちまちであるが、ここでは読みやすいように漢字ひらがな交じり表記とし、句読点を一部追加している。また相づちなどは一部省略している。

### 湖東
- 1957年に収録された多賀町萱原の老人男女2人の会話の一部[46]。

男: ほーや、ほや、うん、もー、わしらの子供の時分にはやなー、あー、はよ、おかさんが言うのにはや、米の、われ、1俵も2俵も、おー、おどい搗いてらっで、よさり毎晩。どういうのやったで、「やがて子ー産むと、ハッ、腹が大きなったり、産んだら搗けん」ゆて。ほらほーだわい。
そうだ、そうだ、うん、もう、私達が子供の時分にはだね、お母さんが言うことには、米の、あなた、1俵も2俵も、たくさん搗いておられるから、夜毎晩。どういうわけかと聞くと、「今に子供を産むと、腹が大きくなったり、産んだりして搗けない」と言って。そりゃそうだよ。
女: ほりゃー、ほーやったくらい（笑）
そりゃあ、そうだったでしょうよ。
男: （笑）ほいて（笑）、米を搗きおきしといてー。
そして、米を搗き置きしておいて。
女: うん、せんだくもんしおきして。
うん、洗濯物をし置きして。
男: ほして、ほのー、子供、親というものは賢いでよ、ほら、ほんまになー、ほんなもの、われ、えー、ちゃーんと米をさーんと搗いて、可笑し。ぎょーさん毎晩ついてるが、ともあや、やーこー産む前で「も、搗けんよーになんのや」ちゅーてる。
そしてその、親というものは賢いからさ、それは本当にねえ、そんなもの、あなた、えー、ちゃんと米をさっと搗いて、ああ可笑しい。たくさん毎晩搗いているよ、と思えば、赤ん坊を産む前で「もう搗けなくなるのよ」と言っている。
- 甲良町辺りの方言会話写録の一部[47]。

A: こない悪うてふさっていたんやが、今日はちょぼっと気持ちがええで、ちっとない仕事に手がつくやろと思てるとこへ、前のべっちゃらこい顔のおばあが入ってくるなり、のっけからなんやかや、八家九宗（はっけくしゅう）しゃべくりまわした挙句、おまけに新やんとこのおじいのことをあるだけ曝けだし、あくぞもんぞ言うて、つっきりにけり、ひとつも仕事をささんと、ひんなか棒に振ってしもたが、ほんまに踏んだり蹴ったりや。
このあいだ、体調が悪くて横になっていたんだが、今日はちょっと気分がいいから、少しくらい仕事に手がつくだろうと思っているところへ、前の平たい顔のおばあが入ってくるなり、のっけからなんだかんだ、ことごとく喋りまくった挙句、おまけに新やんの家のおじいのことをあるだけ曝け出して、隅から隅まで言って、最後まで一つも仕事をさせずに、昼間ずっと棒に振ってしまったが、本当に踏んだり蹴ったりだ。
B: ほうやほうや、なんせあのおばあときたら、人の顔さえ見たら、隣の悪口が言いたいしょうやで、いっぱしはあのおばあにゃ、なんぞ狐でも憑いとるやろって言うとったくらいやもん。言うて言うて、百万陀羅しゃべってしゃべってしもたら、けろんこんとしてらるが、まあどうやろ、ようまああっこのおにいが黙っとると思てさ。
そうだそうだ、なんせあのおばあときたら、人の顔さえ見たら、隣の悪口が言いたい性だから、一時はあのおばあには、何か狐でも憑いているだろうと言っていたくらいだもの。言って言って、たくさん喋ってしまったら、けろっとしておられるが、まあどうだろう、よくまああそこのおにいが黙っていると思ってさ。
- 2002年に収録された旧能登川町乙女浜の老人と調査者（大橋）の会話の一部[7]。

大橋: 何かー、変な天気んなってきましたねー。
老男: ほーよー。のくとい よいー 日やったけんど。
そうそう。温かい良い日だったけど。
大橋: もーそろそろーお仕事皆さん始まるんですか。
老男: いま⤵ なわしろやがな。
今は苗代だよ。
大橋: あー。苗代ねー。あー。
老男: えー⤵。手ーでー 蒔えてー⤵。芽ー 出やえてー⤵。
ええ。手で蒔いて。芽を出させて。
ほれを 田ーんぼえ もてってー。
それを田んぼへ持って行って。
もの、ま、けさでー、まー、あのー、田え もってくのが なえとりやけんど。まー、もーちょっと ハウスがあるさけーに。ハウスえ もっていごおけえなー⤵。おらー まー⤵ もー ばーさん（＝妻のこと）とでも やれるさけえに、つとめに出らうてもええけんど。
（訳不明）で、まあ、あの、田へ持っていくのが苗取りだけれど。まあ、もうちょっとハウスがあるから。ハウスへ持って行こうかな。私はまあもう妻とでもできるから、勤めに出なくてもいいけれど。
このー 土曜日曜日の あいだにー 田んぼへ 出すのわ やっとかんとなー⤴。
この土曜日日曜日の間に田んぼへ出すのはやっておかないとねえ。
調査の世話人: そーですねー。
大橋: じゃー、明日は かき入れで。明日は大変だ。
老男: えー、で、まー おれにも かんじょー あわえんしー⤴。（笑）
ええ、それで、まあ私にも勘定が合わないといけないし。
ながなが ほー おもうよーに いかんがなー。へーえー。へへ。
なかなかそう思うようにいかないよ。ええ、へへ。

### 湖西
- 1958年に収録された旧朽木村市場の老人男女2人の会話の一部[46]。

男: なんとおばさん、珍しのー。
おやおばさん、珍しいねえ。
女: おいの、せんど会わなんだのー。
あら、長い間会わなかったねえ。
男: おー、まー、せんどっちゅーこともないけんどー、わしもはたんだん（＝地名。畑ん谷）の山い行てきて。わりゃー、わりゃー田んぼか。
おお、まあ、長い間ってこともないけれど、私もはたんだんの山へ行ってきて。お前は、お前は田んぼか。
女: あー、うらー、はたのした（＝地名。畑の下）のー、田ーから、今、昼やしー。
ああ、私ははたのしたの田から。今、昼だし。
男: あー、なるほど、そーか。や、わしも、つい（＝じきに）ひるーまらしさけ、もーって来たんじゃがー。
ああ、なるほど、そうか。いや、私も、じきに昼間らしいから、戻ってきたんだよ。
女: 今日はえーお天気で暑かったのー。
今日は良いお天気で暑かったねえ。
男: おー、のくとて、もうあってあって、もう苦してしゃーなぇーのー。
おお、暖かくて、もう暑くて暑くて、もう苦しくて仕方ないねえ。
女: そやのー、けどまー、お天気で結構や。
そうだねえ、けどまあ、お天気で結構だ。
男: おー、困ったこっちゃー、こら、まー、んでも、水も欲しいわい。
おお、困ったことだ、これはまあ、それでも、雨水も欲しいよ。

### 湖南・甲賀
- 1983年に収録された旧甲賀町神の老人男女の会話の一部[48]。

女: なあおとっつぁん、こんなはよから、どこ行きどすねな。こんなにまあ空が悪いのに、もし降ってきたら、どうしやはるな。
ねえお父さん、こんなに早くから、どこ行きですか。こんなにまあ空模様が悪いのに、もし雨が降ってきたら、どうなさるの。
男: そうやなあ。雨が降るかもわからんけど、まあ行こと思て。蓑、どこにあるねやな。
そうだねえ。雨が降るかもしれないけど、まあ行こうと思って。蓑はどこにあるんだい。
女: 蓑、どこへしもたやろ。わからんけど、いっぺん調べてみるわ。捜してみるわ。そんでまあどこの川へ行かはるねな。
蓑、どこへしまっただろう。わからないけど、一度調べてみるよ。捜してみるよ。それでまあどこの川へ行かれるの。
男: そうやなあ。川がええと思て、ぬめりがわへ行こかしらんと思てんねわ。
そうだねえ。川がいいと思って、ぬめりがわへ行こうかなあと思っているんだよ。
女: そんなもん、ぬめりがわみたいなところに行くてよ。滑らんといとくれや。こんな空によ。あんなぬめりがわ辺りに行てよ、ほんまに今にも降ってくるのによ。気をつけて行て。
そんな、ぬめりがわみたいなところへ行くなんてさ。滑らないでよ。こんな空模様の時にさ。あんなぬめりがわ辺りに行くなんてさ、本当に今にも降ってくるのにさ。気を付けて行って。
男: 大丈夫や。そんなに心配するけど、曇った日の方がよう釣れるさかいにな。
大丈夫だ。そんなに心配するけど、曇った時の方がよく釣れるからね。
女: そうやろか。ふーん。まああてにせんと待ってるけんどよ。釣られに行かんといとくれや。ほやまん、きばって釣ってきとくれ。
そうだろうか。ふーん。まああてにせずに待っているけどさ。釣られに行かないでよ。それじゃあまあ、頑張って釣ってきてね。
- 1985年に収録された旧甲賀郡の男子中学生の会話[49]。

B: ほんで、売れてなー、そのお金でなー、ジュースとかケーキ買って食ててん、とか、嘘ばっかり言いよんね。あ、ほんでからなー、あの、長浜の方でよー、つららが落ってくるやつがよー、ある、ひ、一人のやつが歩いとってよー、友達か。ほんで、こうやって、つららが落ってきて頭に刺さってよー、頭の上に刺さってよー、そのまま家に帰ってよー、ほんで、お母さんが見やってなー、つららが頭に刺さったって、うわー、てなってなー。そんなん言うとった。言うとらへんた?
それで、売れてねえ、そのお金でねえ、ジュースとかケーキを買って食ってたんだ、とか、嘘ばかり言うんだ。あ、それからねえ、あの、長浜の方でさあ、つららが落ちてくるやつがさあ、ある一人のやつが歩いていてさあ、友達か。それで、こうやって、つららが落ちてきて頭に刺さってさあ、頭の上に刺さってさあ、そのまま家に帰ってさあ、そしてお母さんが見てねえ、つららが頭に刺さったって、うわーってなってねえ。そんなこと言っていた。言ってなかった？
A: 知らん。
知らない。
B: 嘘や、言うとったで。
嘘だ、言っていたよ。
A: 嘘や。
嘘だ。
B: ほんま。つららが刺さったまま帰ってなー、お母さんがびっくりしゃった、言うて。
本当。つららが刺さったまま帰ってねえ、お母さんがびっくりした、と言って。
A: なんかなあ。
なんだかなあ。
B: そんなもん、気付くに決まったる。つららがぼこって頭に刺さってよ。
そんなもの、気付くに決まっている。つららがぼこって頭に刺さってさ。

### 湖北
- 2013年に収録された長浜市[注 16]の1926年生まれの男性Aと1939年生まれの男性Bの会話[50]。

B: やっぱ こまめに 動かなあかん。
A: んー。
B: うーん。んー、ほや。
A: ほいっと 動くとなー
B: うーん。
A: あの 食べもんも うまぇーしー
B: ほや。
A: ほって、 体も この やっぱ あのー 筋力が 落ちんにやわ。
B: んーんーんー。
A: ほら 筋肉の 筋力が 落ちるとなー
B: うん。
A: ま だんだーん、ほいて ずるいもんやはかい
B: うん。
A: 動かん。人にばっか 命令して。やってるとー
B: うん。
A: 手前が 動くんやな。
B: うーん。
A: ん、みな ほうや。
B: あー
A: うん。
B: ほらー ほんでー なんやな、な なにか 運動しょーかー 体操しょーかってー、で なかなか 出来んで、
A: ほうや。
B: 普段 な なにかな、自分のー なにかでー 動かなあかん。まー ご グランドゴルフでも
A: あー。
B: 週2回か、
A: あ、週2回や
B: あーん
A: もー ほんでもねー、わしも まー あの グランドゴルフに あー みんな 4回さあるけど、もー わしゃ 2回ほか せん。
B: あー ほうか。
A: あー もー ほなー あのー
B: おれ ん ん...
A: 年がいってからねー
B: うーん。
A: あのー えらぇーことしたら あかん、体が。
B: あーあー。
A: うん。
B: 無理したら あかんねや。
A: 無理したら あかん。もー 無理は 禁物や。
B: ほや ほや。
- 2013年に収録された長浜市[注 16]の1954年生まれの女性Aと1946年生まれの女性Bの会話[50]。

A: やっぱな 昔の人は 上手に 挨拶さあるもん。
B: うん さある。
A: ほん ほの場 ほの場で なあ。
B: ○○○さんが ほで 丁寧な まだ
A: あー ほうか。
B: あそこ まだなー あの 嫁入りしてやんす うちらに いとこの子 おる あの おやさんにも 言ったけど あの 自分の弟にも もんで来て も 両手ついてなあ
A: あ。
B :「おにいさん ご機嫌よろしゅうございます」から はじめやんすで。
A: あれ ほんまー。
（中略）
A: 姉さん いつも すんませーんって うちらほんだけで ええんやで。（笑）
B: おー。（笑）
A: うちもね うちは ほんまに 姉さんが年上なんや。
B: おう。
A: で 姉さんて言うんやけど。
B: あー言える##。
A: あっちは あっちも うちのこと 姉さんっていうてなあ。
B: あーあー。言うて あー。
A: ほんま 「いつも すんません」程度やけど
B: うーん うん。
A: なんか ご機嫌。（笑）
B: ご機嫌よろしゅうございますか。（笑）
A: まあ しょっちゅう 行ってるさかいに ご機嫌よろしゅうも ないんやけど ほうか。
B: うん。 もう
A: なんか ほんな あれやんなー。
B: ほーんま ほんま 丁寧。
A: やっぱねー な お年寄りの人が 厳しかったんか やっぱ ほういうことにはねえ。
B: ほうやなー。
（中略）
A: いや ほて 今の子 ほな ほれもないでー ほんまにー うん
B: おうおうおう。うん。
A: なあ もうちょっと あのー なあ よ 呼ばれて来たんならよ 「今日は ありがとう すいません」くらい
B: うんうんうんうん。
A: 言わんすとやけどなー 黙って ちゅちゅちゅっと上がって
B: （笑）
A: はよ 座って こたつ入ってやんすがな つーと。
B: （笑）

## 江州弁ゆかりの著名人
- 伊藤忠兵衛 (二代) - 犬上郡豊郷町出身の実業家。言葉への関心が高く、昭和30年代初頭に郷里の方言調査を発願したことがある。これを受けて藤谷一海らが方言調査を行い、1975年に『滋賀県方言調査』が刊行された。
- 田中養達 - 彦根市（旧南青柳村）出身の政治家。江州弁丸出しの毒舌を交えた演説で知られた[51]。
- 田中理紗 - 近江八幡市出身のNHKアナウンサー。新潟放送時代、新潟県のローカル番組『NEXT!』で「今すぐ使える滋賀弁講座」コーナーを担当していた。
- 西村頼子 - 女優。NHK連続テレビ小説『スカーレット』で滋賀ことば指導を担当。
- 野村正育 - 草津市出身のNHKアナウンサー。NHK教育の番組『ことばおじさんのナットク日本語塾』の「アナウンサーの方言ファイル」コーナーで「いこう（＝「いかい」の連用形）」「ほやほや」「三方よし」を紹介したことがある。
- 橋本奈穂子 - 長浜市（旧木之本町）出身のNHKアナウンサー。『ことばおじさんのナットク日本語塾』の「アナウンサーの方言ファイル」コーナーで「だんない」「うい」「きゃんす」を紹介したことがある。
- 松居一代 - 近江八幡市出身の女優。NHKの番組『ふるさと日本のことば』で滋賀県のゲストに登場し、ずっと使われてほしい滋賀県の方言として「ごきげんさん」を紹介した。